# Puntate di Passato e presente
Questa voce raccoglie, in ordine di edizione, i dettagli delle puntate del programma televisivo di divulgazione storica Passato e presente, in onda su Rai 3 e Rai Storia.

## Prima edizione (2017-2018)
| Nº  | Titolo                                                 | Professore ospite                                | Data             |
| --- | ------------------------------------------------------ | ------------------------------------------------ | ---------------- |
| 1   | Comandante Che Guevara                                 | Ernesto Galli della Loggia                       | 9 ottobre 2017   |
| 1   | La disfatta dei Dardanelli                             | Alessandro Barbero                               | 10 ottobre 2017  |
| 2   | Nicola II, l'ultimo zar                                | Adriano Roccucci                                 | 11 ottobre 2017  |
| 3   | I treni del sole. La migrazione interna degli anni '50 | Silvia Salvatici                                 | 12 ottobre 2017  |
| 4   | Il Duce e l'America                                    | Mauro Canali                                     | 13 ottobre 2017  |
| 5   | Carlo Magno                                            | Alessandro Barbero                               | 16 ottobre 2017  |
| 6   | Caporetto. Prima della battaglia                       | Nicola Labanca                                   | 17 ottobre 2017  |
| 7   | Nome di battaglia Lenin                                | Giovanni Sabbatucci                              | 18 ottobre 2017  |
| 8   | Prigionieri italiani degli Alleati                     | Isabella Insolvibile                             | 19 ottobre 2017  |
| 9   | La finale della discordia. La Coppa Davis in Cile      | Ermanno Taviani                                  | 20 ottobre 2017  |
| 10  | Caporetto. La battaglia                                | Marco Mondini                                    | 23 ottobre 2017  |
| 11  | Tucci esploratore del Duce                             | Francesco Perfetti                               | 24 ottobre 2017  |
| 12  | Anna Frank e la memoria negata                         | Isabella Insolvibile, Ernesto Galli della Loggia | 25 ottobre 2017  |
| 13  | Trotsky. La rivoluzione impossibile                    | Lucio Villari                                    | 26 ottobre 2017  |
| 14  | Carlo VIII in Italia                                   | Alessandro Barbero                               | 27 ottobre 2017  |
| 15  | Lutero il ribelle                                      | Alberto Melloni                                  | 30 ottobre 2017  |
| 16  | I profughi di Caporetto                                | Daniele Ceschin                                  | 31 ottobre 2017  |
| 17  | Stalin. L'età del terrore                              | Silvio Pons                                      | 1º novembre 2017 |
| 18  | La donna fascista                                      | Silvia Salvatici                                 | 2 novembre 2017  |
| 19  | Lawrence d'Arabia, il principe del deserto             | Franco Cardini                                   | 3 novembre 2017  |
| 20  | Guglielmo il conquistatore                             | Alessandro Barbero                               | 5 Novembre 2017  |
| 21  | Memorie della deportazione                             | Barbara Berruti                                  | 7 novembre 2017  |
| 22  | Dunkerque: Operazione Dynamo                           | Giovanni Sabbatucci                              | 8 novembre 2017  |
| 23  | Pitigrilli scrittore-spia                              | Chiara Colombini                                 | 9 novembre 2017  |
| 23  | La catena di montaggio                                 | Lucio Villari                                    | 10 novembre 2017 |
| 25  | Lyndon B. Johnson                                      | Raffaella Baritono                               | 14 novembre 2017 |
| 26  | Nikita Krusciov                                        | Ernesto Galli della Loggia                       | 15 novembre 2017 |
| 27  | Giorgio La Pira, politica e utopia                     | Agostino Giovagnoli                              | 16 novembre 2017 |
| 28  | Ernest Hemingway                                       | Mauro Canali                                     | 17 novembre 2017 |
| 29  | Elisabetta e Filippo                                   | Francesco Perfetti                               | 20 novembre 2017 |
| 30  | L'inquisizione e l'eresia dei Catari                   | Franco Cardini                                   | 21 novembre 2017 |
| 31  | IMI. Voci dalla prigionia                              | Chiara Colombini                                 | 22 novembre 2017 |
| 32  | Gheddafi                                               | Giorgio Del Zanna                                | 23 novembre 2017 |
| 33  | Le donne nell'Italia del boom                          | Silvia Salvatici                                 | 24 novembre 2017 |
| 34  | Ippolito Nievo. Il romanzo e Garibaldi                 | Lucio Villari                                    | 27 novembre 2017 |
| 35  | Papa Luciani. I 33 giorni                              | Alberto Melloni                                  | 28 novembre 2017 |
| 36  | Settembre 1943. L'esercito allo sbando                 | Isabella Insolvibile                             | 29 novembre 2017 |
| 37  | Il Canale di Suez                                      | Gilles Pécout                                    | 30 novembre 2017 |
| 38  | La strage di Palazzo D'Accursio                        | Giovanni Sabbatucci                              | 1º dicembre 2017 |
| 39  | Il santo Graal                                         | Franco Cardini                                   | 4 dicembre 2017  |
| 40  | Kennedy Vs. Nixon                                      | Mauro Canali                                     | 5 dicembre 2017  |
| 41  | Tina Anselmi. Una vita per la democrazia               | Tiziana Noce                                     | 7 dicembre 2017  |
| 42  | L'eredità di Cavour                                    | Gilles Pécout                                    | 8 dicembre 2017  |
| 43  | Giotto e la scoperta della realtà                      | Lucio Villari                                    | 11 dicembre 2017 |
| 44  | L'Iran di Khomeini                                     | Franco Cardini                                   | 12 dicembre 2017 |
| 45  | Tambroni e la piazza                                   | Agostino Giovagnoli                              | 13 dicembre 2017 |
| 46  | Evita Perón                                            | Ernesto Galli della Loggia                       | 14 dicembre 2017 |
| 47  | Le donne della Costituente                             | Patrizia Gabrielli                               | 15 dicembre 2017 |
| 48  | Gli emigranti e Marcinelle                             | Silvia Salvatici                                 | 18 dicembre 2017 |
| 49  | Giacomo I d'Inghilterra. La congiura delle polveri.    | Alessandro Barbero                               | 19 dicembre 2017 |
| 50  | Quando Lenin cantò con Mussolini                       | Emilio Gentile                                   | 20 dicembre 2017 |
| 51  | Dino Grandi. L'uomo che sconfisse Mussolini            | Francesco Perfetti                               | 21 dicembre 2017 |
| 52  | Tunisia. Le radici della rivolta                       | Leila El Houssi                                  | 22 dicembre 2017 |
| 53  | Garibaldi e i Mille                                    | Gilles Pécout                                    | 8 gennaio 2018   |
| 54  | Costituzione: il caso Togliatti                        | Paolo Pombeni                                    | 9 gennaio 2018   |
| 55  | Italo Balbo. Il fascista scomodo                       | Mauro Canali                                     | 10 gennaio 2018  |
| 56  | La conquista del West                                  | Alessandro Barbero                               | 11 gennaio 2018  |
| 57  | Qin Shi Huangdi. Il primo imperatore della Cina        | Giovanni Adornino                                | 12 gennaio 2018  |
| 58  | 1968: il Belice                                        | Simona Colarizi                                  | 15 gennaio 2018  |
| 59  | Adriano imperatore                                     | Luciano Canfora                                  | 16 gennaio 2018  |
| 60  | La notte dei lunghi coltelli                           | Giovanni Sabbatucci                              | 17 gennaio 2018  |
| 61  | El Alamein: la battaglia                               | Alessandro Barbero                               | 18 gennaio 2018  |
| 62  | Rosie e le americane in guerra                         | Silvia Cassamagnaghi                             | 19 gennaio 2018  |
| 63  | Arduino, re d'Italia                                   | Alessandro Barbero                               | 22 gennaio 2018  |
| 64  | Paolo VI e i preti ribelli del '68                     | Alberto Melloni                                  | 23 gennaio 2018  |
| 65  | 1938: le leggi razziali                                | Emilio Gentile                                   | 24 gennaio 2018  |
| 66  | Ebrei in fuga dal nazismo                              | Carlo Greppi                                     | 25 gennaio 2018  |
| 67  | Eichmann, il contabile dello sterminio                 | Anna Foa                                         | 26 gennaio 2018  |
| 68  | La battaglia di Azio                                   | Alessandro Barbero                               | 29 gennaio 2018  |
| 69  | Gandhi, la grande anima                                | Franco Cardini                                   | 30 gennaio 2018  |
| 70  | La Stasi. L'occhio segreto della DDR                   | Ernesto Galli della Loggia                       | 31 gennaio 2018  |
| 71  | Alba de Céspedes, la voce di Clorinda                  | Silvia Salvatici                                 | 1º febbraio 2018 |
| 72  | Il caso Montesi, uno scandalo politico                 | Alberto Melloni                                  | 2 febbraio 2018  |
| 73  | La guerra delle due rose                               | Franco Cardini                                   | 5 febbraio 2018  |
| 73  | Wilson e la pace di Versailles                         | Ernesto Galli della Loggia                       | 6 febbraio 2018  |
| 74  | Edda Ciano. La figlia del Duce                         | Francesco Perfetti                               | 7 febbraio 2018  |
| 75  | Churchill e il suo re                                  | Mauro Canali                                     | 8 febbraio 2018  |
| 76. | Il dramma giuliano-dalmata dalle foibe all'esodo       | Raoul Pupo                                       | 9 febbraio 2018  |
| 77  | Il Piave mormorava                                     | Marco Mondini                                    | 12 febbraio 2018 |
| 78  | Diderot, Raynal e la tratta degli schiavi              | Lucio Villari                                    | 13 febbraio 2018 |
| 79  | Nenni e Mussolini                                      | Paolo Mattera                                    | 14 febbraio 2018 |
| 80  | Sadat. Il Rais del nuovo Egitto                        | Franco Cardini                                   | 15 febbraio 2018 |
| 81  | Giacomo Lercaro. Il cardinale destituito               | Alberto Melloni                                  | 16 febbraio 2018 |
| 82  | Masaniello e la rivolta di Napoli                      | Vittoria Fiorelli                                | 19 febbraio 2018 |
| 83  | La legge Merlin                                        | Patrizia Gabrielli                               | 20 febbraio 2018 |
| 84  | Il bombardamento di Londra                             | Giovanni De Luna                                 | 21 febbraio 2018 |
| 85  | Margaret Thatcher. La Lady di ferro                    | Lucetta Scaraffia                                | 22 febbraio 2018 |
| 86  | onfucio il padre del pensiero cinese                   | Giovanni Andornino                               | 23 febbraio 2018 |
| 86  | Lo stratagemma del cavallo di Troia                    | Alessandro Barbero                               | 26 febbraio 2018 |
| 87  | Saddam Hussein                                         | Franco Cardini                                   | 27 febbraio 2018 |
| 88  | L'America del jazz. Da New Orleans al mondo            | Lucio Villari                                    | 28 febbraio 2018 |
| 89  | 1968: la battaglia di Valle Giulia                     | Agostino Giovagnoli                              | 1º marzo 2018    |
| 90  | D'Annunzio. L'esteta della politica                    | Francesco Perfetti                               | 2 marzo 2018     |
| 91  | Sivio Pellico: le mie prigioni                         | Gilles Pécout                                    | 5 marzo 2018     |
| 92  | Gino Bartali. Il Giusto nazionale                      | Stefano Pivato                                   | 6 marzo 2018     |
| 93  | Cinecittà. La Hollywood sul Tevere                     | Mauro Canali                                     | 7 marzo 2018     |
| 94  | Carla Lonzi e il femminismo                            | Silvia Salvatici                                 | 8 marzo 2018     |
| 95  | Anita Garibaldi. Eroina del Risorgimento               | Eva Cecchinato                                   | 9 marzo 2018     |
| 96  | 1527: il sacco di Roma                                 | Alessandro Barbero                               | 12 marzo 2018    |
| 97  | Edoardo e Wallis. Un amore proibito                    | Francesco Perfetti                               | 13 marzo 2018    |
| 98  | Paolo VI                                               | Agostino Giovagnoli                              | 14 marzo 2018    |
| 99  | La casa negli anni del boom                            | Enrica Asquer                                    | 15 marzo 2018    |
| 100 | Aldo Moro. La trattativa                               | Vladimiro Satta                                  | 16 marzo 2018    |
| 101 | Le cinque giornate di Milano                           | Gilles Pécout                                    | 19 marzo 2018    |
| 102 | Dichiarazione Balfour. Le origini di Israele           | Alessandra Tarquini                              | 20 marzo 2018    |
| 103 | Il processo a Giordano Bruno                           | Lucio Villari                                    | 21 marzo 2018    |
| 104 | Lenin e la disfatta del socialismo in Italia           | Emilio Gentile                                   | 22 marzo 2018    |
| 105 | Roma '44 la strage delle Fosse Ardeatine               | Simona Colarizi                                  | 28 marzo 2018    |
| 105 | La Chiesa Ortodossa in Italia                          | Mariachiara Giorda                               | 29 marzo 2018    |
| 106 | Il Santo Sepolcro                                      | Franco Cardini                                   | 30 marzo 2018    |
| 107 | Le feste di primavera                                  | Alessandro Barbero                               | 2 aprile 2018    |
| 108 | Il '68 nei paesi dell'Est                              | Guido Crainz                                     | 3 aprile 2018    |
| 109 | Martin Luther King                                     | Umberto Gentiloni                                | 4 aprile 2018    |
| 110 | Iran 1979: la crisi degli ostaggi                      | Franco Cardini                                   | 5 aprile 2018    |
| 111 | Orazio Antinori e l'esplorazione coloniale             | Giancarlo Monina                                 | 6 aprile 2018    |
| 112 | Michelangelo Merisi il Caravaggio                      | Franco Cardini                                   | 9 aprile 2018    |
| 112 | Don Giussani, il servo di Dio                          | Alberto Melloni                                  | 10 aprile 2018   |
| 113 | Operai dal '68 all'autunno caldo                       | Andrea Sangiovanni                               | 11 aprile 2018   |
| 114 | L'attentato a Togliatti                                | Giovanni Sabbatucci                              | 12 aprile 2018   |
| 115 | Le elezioni del '48                                    | Agostino Giovagnoli                              | 13 aprile 2018   |
| 116 | Roberto Ruffilli ucciso dalle BR                       | Agostino Giovagnoli                              | 16 aprile 2018   |
| 117 | Luigi XIV, il Re Sole                                  | Alessandro Barbero                               | 17 aprile 2018   |
| 118 | La radio dell'Italia liberata                          | Silvia Salvatici                                 | 18 aprile 2018   |
| 119 | Papa Benedetto XVI                                     | Alberto Melloni                                  | 19 aprile 2018   |
| 120 | Red Scare. La paura rossa                              | Mauro Canali                                     | 20 aprile 2018   |
| 121 | Il Mezzogiorno e lo stato unitario                     | Paolo Macry                                      | 23 aprile 2018   |
| 122 | I Mondiali del 1938                                    | Giovanni De Luna                                 | 24 aprile 2018   |
| 123 | Gli Scout e la Resistenza                              | Agostino Giovagnoli                              | 25 aprile 2018   |
| 124 | La catastrofe di Chernobyl                             | Leopoldo Nuti                                    | 26 aprile 2018   |
| 125 | La battaglia di Stalingrado                            | Alessandro Barbero                               | 27 aprile 2018   |
| 126 | Carlo Alberto. Il sovrano riformatore                  | Francesco Perfetti                               | 30 aprile 2018   |
| 127 | Il '68 milanese                                        | Alberto Martinelli                               | 1º maggio 2018   |
| 128 | 1938: Hitler in Italia                                 | Emilio Gentile                                   | 2 maggio 2018    |
| 129 | Il maggio francese                                     | Gilles Pécout                                    | 3 maggio 2018    |
| 130 | Karl Marx. Il pensiero rivoluzionario                  | Lucio Villari                                    | 4 maggio 2018    |
| 131 | La fine dell'Impero romano d'Occidente                 | Alessandro Barbero                               | 7 maggio 2018    |
| 132 | La primavera di Praga. Il socialismo di Dubcek         | Adriano Roccucci                                 | 8 maggio 2018    |
| 133 | Delitto Moro. Il giorno dopo                           | Umberto Gentiloni                                | 9 maggio 2018    |
| 134 | Pearl Harbour 1941: attacco all'America                | Ernesto Galli della Loggia                       | 10 maggio 2018   |
| 135 | Legge 180. La rivoluzione di Basaglia                  | Vinzia Fiorino                                   | 11 maggio 2018   |
| 136 | Ignazio di Loyola e i gesuiti                          | Michela Catto                                    | 14 maggio 2018   |
| 137 | Giovanni Giolitti. Lo statista                         | Fulvio Cammarano                                 | 15 maggio 2018   |
| 138 | La Chiesa di Giovanni Paolo II                         | Marco Impagliazzo                                | 16 maggio 2018   |
| 139 | Guglielmo Giannini. L'uomo qualunque                   | Giovanni Sabbatucci                              | 17 maggio 2018   |
| 140 | La propaganda nella Grande Guerra                      | Giovanni Belardelli                              | 18 maggio 2018   |
| 141 | Nerone. Imperatore di Roma                             | Alessandro Barbero                               | 21 maggio 2018   |
| 142 | 194. La legge della discordia                          | Emmanuel Betta                                   | 22 maggio 2018   |
| 143 | Le stragi di mafia del '92                             | Salvatore Lupo                                   | 23 maggio 2018   |
| 144 | 1918: scoppio di una fabbrica                          | Barbara Bracco                                   | 24 maggio 2018   |
| 145 | Il 1848 e la Repubblica Romana                         | Gilles Pécout                                    | 25 maggio 2018   |

## Seconda edizione (2018-2019)
| Nº  | Titolo                                          | Professore ospite          | Data             |
| --- | ----------------------------------------------- | -------------------------- | ---------------- |
| 1   | Il Re e il generale Diaz                        | Marco Mondini              | 29 ottobre 2018  |
| 2   | L'odissea dei prigionieri                       | Alessandro Barbero         | 30 ottobre 2018  |
| 3   | Trento e Trieste                                | Antonio Gibelli            | 31 ottobre 2018  |
| 4   | Mutilati del corpo e dell'anima                 | Barbara Bracco             | 1º novembre 2018 |
| 5   | Il mito del combattente                         | Giovanni Sabbatucci        | 2 novembre 2018  |
| 6   | Federico II. Stupor mundi o anticristo?         | Alessandro Barbero         | 5 novembre 2018  |
| 7   | Hoover e l'Fbi                                  | Mauro Canali               | 6 novembre 2018  |
| 8   | Mario Scelba, lo stratega della celere          | Ernesto Galli della Loggia | 7 novembre 2018  |
| 9   | La Repubblica di Weimar                         | Giovanni Sabbatucci        | 8 novembre 2018  |
| 10  | La notte dei cristalli                          | Emilio Gentile             | 9 novembre 2018  |
| 11  | La repubblica napoletana                        | Lucio Villari              | 12 novembre 2018 |
| 12  | La guerra d'Etiopia e la Chiesa                 | Alberto Melloni            | 13 novembre 2018 |
| 13  | Fenoglio e la Resistenza tra le righe           | Chiara Colombini           | 14 novembre 2018 |
| 14  | Elezioni in America 1952 Eisenhower - Stevenson | Ferdinando Fasce           | 15 novembre 2018 |
| 15  | Panagulis e la Grecia dei Colonnelli            | Mauro Canali               | 16 novembre 2018 |
| 16  | Robespierre l'incorruttibile                    | Gilles Pécout              | 19 novembre 2018 |
| 17  | La Resistenza e le donne                        | Barbara Berruti            | 20 novembre 2018 |
| 18  | Fidel Castro entra all'Avana                    | Franco Cardini             | 21 novembre 2018 |
| 19  | L'adulterio femminile non è più reato           | Silvia Salvatici           | 22 novembre 2018 |
| 20  | Il giuramento di fedeltà al fascismo            | Alessandra Tarquini        | 23 novembre 2018 |
| 21  | Aureliano e la difesa dell'Impero               | Franco Cardini             | 26 novembre 2018 |
| 22  | Leo Longanesi. Una voce controcorrente          | Francesco Perfetti         | 28 novembre 2018 |
| 23  | La conferenza di Teheran                        | Mario Del Pero             | 29 novembre 2018 |
| 24  | Bourguiba, il padre della Tunisia               | Leila El Houssi            | 29 novembre 2018 |
| 25  | La strage di Avola                              | Agostino Giovagnoli        | 30 novembre 2018 |
| 26  | Garibaldi in Sicilia                            | Gilles Pécout              | 3 dicembre 2018  |
| 27  | Galeazzo Ciano, la parabola tragica             | Ernesto Galli della Loggia | 4 dicembre 2018  |
| 28  | 1969. Il viaggio di Nixon a Roma                | Umberto Gentiloni          | 6 dicembre 2018  |
| 29  | Enrico IV: l'abiura e il trono                  | Alessandro Barbero         | 7 dicembre 2018  |
| 30  | La dichiarazione universale dei diritti umani   | Silvia Salvatici           | 10 dicembre 2018 |
| 31  | Ovidio il poeta scomodo                         | Alessandro Barbero         | 11 dicembre 2018 |
| 32  | 1908: Il terremoto di Messina e Reggio          | Lucio Villari              | 12 dicembre 2018 |
| 33  | Elezioni in America 1964: Johnson - Goldwater   | Raffaella Baritono         | 13 dicembre 2018 |
| 34  | San Paolo e la Chiesa                           | Alberto Melloni            | 14 dicembre 2018 |
| 35  | L'Imperatore Diocleziano                        | Umberto Roberto            | 7 gennaio 2019   |
| 36  | La Francia di Charles De Gaulle                 | Giovanni Sabbatucci        | 8 gennaio 2019   |
| 37  | Alle radici dell'immigrazione                   | Silvia Salvatici           | 9 gennaio 2019   |
| 38  | La ritirata di Russia                           | Marco Mondini              | 10 gennaio 2019  |
| 39  | Enrico Mattei, la sfida del petrolio            | Mauro Canali               | 11 gennaio 2019  |
| 40  | Caligola l'eccesso al potere                    | Livio Zerbini              | 14 gennaio 2019  |
| 41  | La fine dell'impero ottomano                    | Giorgio del Zanna          | 15 gennaio 2019  |
| 42  | La primavera tragica di Jan Palach              | Franco Cardini             | 16 gennaio 2019  |
| 43  | La nascita del Partito Popolare Italiano        | Nicola Antonetti           | 17 gennaio 2019  |
| 44  | La Conferenza di Parigi                         | Francesco Perfetti         | 18 gennaio 2019  |
| 45  | Annibale il nemico di Roma                      | Giovanni Brizzi            | 21 gennaio 2019  |
| 46  | Guido Rossa, l'operaio che sfidò le BR          | Giovanni De Luna           | 22 gennaio 2019  |
| 47  | Il Concilio Vaticano II                         | Alberto Melloni            | 23 gennaio 2019  |
| 48  | Le origini dell'antisemitismo nazista           | Emilio Gentile             | 24 gennaio 2019  |
| 49  | Exodus 1947                                     | Anna Foa                   | 25 gennaio 2019  |
| 50  | La Roma dei Re                                  | Franco Cardini             | 28 gennaio 2019  |
| 51  | De Gasperi e il fascismo                        | Agostino Giovagnoli        | 29 gennaio 2019  |
| 52  | L'Inghilterra dei Beatles                       | Ferdinando Fasce           | 30 gennaio 2019  |
| 53  | Hollywood va alla guerra                        | Silvia Cassamagnaghi       | 31 gennaio 2019  |
| 54  | Khomeini e la rivoluzione iraniana              | Riccardo Radaelli          | 1º febbraio 2019 |
| 55  | La Sicilia de "I Viceré"                        | Giovanni Sabbatucci        | 4 febbraio 2019  |
| 56  | Eugenio Colorni, un militante per l'Europa      | Emilio Gentile             | 5 febbraio 2019  |
| 57  | La Francia di Vichy                             | Francesco Perfetti         | 6 febbraio 2019  |
| 58  | Elezioni in America 1968: Nixon contro Humphrey | Federico Romero            | 7 febbraio 2019  |
| 59  | Fiume: l'epurazione di Tito                     | Raoul Pupo                 | 8 febbraio 2019  |
| 60  | I Patti Lateranensi                             | Ernesto Galli della Loggia | 11 febbraio 2019 |
| 61  | La Comune di Parigi                             | Luciano Curreri            | 12 febbraio 2019 |
| 62  | François Mitterrand                             | Gilles Pécout              | 13 febbraio 2019 |
| 63  | Il ritiro sovietico dall'Afghanistan            | Gastone Breccia            | 14 febbraio 2019 |
| 64. | Il bombardamento di Montecassino                | Silvia Salvatici           | 15 febbraio 2019 |
| 65  | I servi della gleba                             | Alessandro Barbero         | 18 febbraio 2019 |
| 66  | Mariano Rumor                                   | Agostino Giovagnoli        | 19 febbraio 2019 |
| 67  | Solidarność                                     | Adriano Roccucci           | 20 febbraio 2019 |
| 68  | Pancho Villa e la Rivoluzione Messicana         | Mauro Canali               | 21 febbraio 2019 |
| 69  | Savonarola santo o eretico                      | Alessandro Barbero         | 25 febbraio 2019 |
| 70  | Montanelli inviato di guerra                    | Francesco Perfetti         | 26 febbraio 2019 |
| 71  | 1933 l'incendio del Reichstag                   | Ernesto Galli della Loggia | 27 febbraio 2019 |
| 72  | Piano Fanfani, una casa per gli italiani        | Agostino Giovagnoli        | 28 febbraio 2019 |
| 73  | Pio XII, i dubbi e il silenzio                  | Alberto Melloni            | 1º marzo 2019    |
| 74  | Venezia e il Ghetto ebraico                     | Franco Cardini             | 4 marzo 2019     |
| 75  | Legge Acerbo: Notte del Liberalismo             | Giovanni Sabbatucci        | 5 marzo 2019     |
| 76  | I ragazzi di Villa Emma                         | Bruno Maida                | 6 marzo 2019     |
| 77  | Elezioni in America 1980: Reagan-Carter         | Massimo Teodori            | 7 marzo 2019     |
| 78  | Maria Montessori, maestra di vita               | Valeria Paola Babini       | 8 marzo 2019     |
| 79  | La dinastia dei Severi                          | Umberto Roberto            | 11 marzo 2019    |
| 80  | Gli attentati al Duce                           | Alessandra Tarquini        | 12 marzo 2019    |
| 81  | SS, le milizie del Fuhrer                       | Emilio Gentile             | 13 marzo 2019    |
| 82  | Aldo Moro, Segretario della DC                  | Agostino Giovagnoli        | 14 marzo 2019    |
| 83  | Francesco Crispi, un democratico autoritario    | Fulvio Cammarano           | 15 marzo 2019    |
| 84  | Ivan il Terribile                               | Alessandro Barbero         | 18 marzo 2019    |
| 85  | Il delitto Pecorelli                            | Vladimiro Satta            | 19 marzo 2019    |
| 86  | La nascita dei Fasci di combattimento           | Emilio Gentile             | 20 marzo 2019    |
| 87  | Viaggio verso la Luna                           | Mauro Canali               | 21 marzo 2019    |
| 88  | I martiri delle Fosse Ardeatine                 | Paolo Pezzino              | 22 marzo 2019    |
| 89  | La Spagna della Reconquista                     | Franco Cardini             | 25 marzo 2019    |
| 90  | Carlo Rosselli: socialismo e libertà            | Lucio Villari              | 26 marzo 2019    |
| 91  | La Società delle Nazioni                        | Silvia Salvatici           | 27 marzo 2019    |
| 92  | Benedetto Croce, civile e politico              | Piero Craveri              | 28 marzo 2019    |
| 93  | Claretta e Mussolini                            | Francesco Perfetti         | 29 marzo 2019    |
| 94  | L'impero bizantino                              | Alessandro Barbero         | 1º aprile 2019   |
| 95  | Mussolini e i Balilla                           | Paola Salvatori            | 2 aprile 2019    |
| 96  | Oscar Romero, il santo dei campesinos           | Alberto Melloni            | 3 aprile 2019    |
| 97  | Elezioni in America 1992 Bush-Clinton           | John Harper                | 4 aprile 2019    |
| 98  | 1933, il rogo dei libri                         | Emilio Gentile             | 5 aprile 2019    |
| 99  | Alessandro il Grande                            | Alessandro Barbero         | 8 aprile 2019    |
| 100 | L'impresa di Fiume                              | Francesco Perfetti         | 9 aprile 2019    |
| 101 | Gorbaciov: fine di un impero                    | Adriano Roccucci           | 10 aprile 2019   |
| 102 | Gli architetti del Duce                         | Ernesto Galli della Loggia | 11 aprile 2019   |
| 103 | Il nucleare in Italia                           | Giovanni Paoloni           | 12 aprile 2019   |
| 105 | Ultimi giorni di Gesù                           | Alessandro Barbero         | 19 aprile 2019   |
| 106 | I bestiari medievali                            | Lucio Villari              | 22 aprile 2019   |
| 107 | Il biennio rosso                                | Giovanni Sabbatucci        | 23 aprile 2019   |
| 108 | Le scrittrici della Resistenza                  | Valeria Paola Babini       | 24 aprile 2019   |
| 109 | Le radio clandestine nella Resistenza           | Silvia Salvatici           | 25 aprile 2019   |
| 110 | Gli amici inglesi di Hitler                     | Ernesto Galli della Loggia | 26 aprile 2019   |
| 111 | Carlo Cattaneo: il pensiero e l'azione          | Carlo Lacaita              | 29 aprile 2019   |
| 112 | Chiesa e mafia                                  | Alberto Melloni            | 30 aprile 2019   |
| 113 | La donna che lavora                             | Simonetta Soldani          | 1º maggio 2019   |
| 114 | Leonardo da Vinci                               | Franco Cardini             | 2 maggio 2019    |
| 115 | Superga, la fine del Grande Torino              | Paolo Colombo              | 3 maggio 2019    |
| 116 | La Magna Charta                                 | Alessandro Barbero         | 6 maggio 2019    |
| 117 | Ovra, la polizia del regime                     | Mauro Canali               | 7 maggio 2019    |
| 118 | Il compromesso storico                          | Agostino Giovagnoli        | 8 maggio 2019    |
| 119 | Magia e scienza nel Rinascimento                | Lucio Villari              | 9 maggio 2019    |
| 120 | Sigmund Freud e il Mosè                         | Alberto Melloni            | 10 maggio 2019   |
| 121 | L'Imperatore Costantino e la Chiesa             | Alessandro Barbero         | 13 maggio 2019   |
| 122 | Cambogia il genocidio                           | Marcello Flores            | 14 maggio 2019   |
| 123 | La battaglia di Solferino                       | Gilles Pécout              | 15 maggio 2019   |
| 124 | Paura rossa a Hollywood                         | Lucio Villari              | 16 maggio 2019   |
| 125 | L'Africa di Livingstone                         | Franco Cardini             | 17 maggio 2019   |
| 126 | La Presa della Bastiglia                        | Gilles Pécout              | 20 maggio 2019   |
| 127 | Francesco Saverio Nitti: storia di un liberale  | Michele Cento              | 21 maggio 2019   |
| 128 | Il generale Nicola Bellomo                      | Isabella Insolvibile       | 22 maggio 2019   |
| 129 | Falcone e Borsellino, l'impegno e il coraggio   | Salvatore Lupo             | 23 maggio 2019   |
| 130 | 1944: Roma, città occupata                      | Amedeo Osti Guerrazzi      | 3 giugno 2019    |
| 131 | 1944: Roma, città liberata                      | Umberto Gentiloni          | 4 giugno 2019    |

## Terza edizione (2019-2020)
| Nº  | Titolo                                                               | Professore ospite                | Data             |
| --- | -------------------------------------------------------------------- | -------------------------------- | ---------------- |
| 1   | La caduta del Muro                                                   | Giovanni Sabbatucci              | 11 novembre 2019 |
| 2   | Polonia 1989: la vittoria di Walesa                                  | Krystyna Jaworska                | 12 novembre 2019 |
| 3   | Praga 1989: la rivoluzione di velluto                                | Ernesto Galli della Loggia       | 13 novembre 2019 |
| 4   | Romania 1989: la fine di Ceausescu                                   | Marcello Flores                  | 14 novembre 2019 |
| 5   | La dissoluzione dell'Unione Sovietica                                | Adriano Roccucci                 | 15 novembre 2019 |
| 6   | Le elezioni del 1919                                                 | Emilio Gentile                   | 18 novembre 2019 |
| 7   | L'Italia longobarda                                                  | Alessandro Barbero               | 19 novembre 2019 |
| 8   | Il martedì nero di Wall Street                                       | Mauro Canali                     | 20 novembre 2019 |
| 9   | Dom Franzoni l'abate Ribelle                                         | Alberto Melloni                  | 21 novembre 2019 |
| 10  | Le quattro giornate di Napoli                                        | Isabella Insolvibile             | 22 novembre 2019 |
| 11  | Gli stupri di guerra del XX Secolo                                   | Silvia Salvatici                 | 25 novembre 2019 |
| 12  | Il primo viaggio intorno al mondo                                    | Alessandro Barbero               | 26 novembre 2019 |
| 13  | I processi di Mosca                                                  | Francesco Perfetti               | 27 novembre 2019 |
| 14  | La prima guerra del Golfo                                            | Franco Cardini                   | 28 novembre 2019 |
| 15  | La rivolta di Reggio Calabria                                        | Ernesto Galli della Loggia       | 29 novembre 2019 |
| 16  | L'imperatore Claudio                                                 | Umberto Roberto                  | 2 dicembre 2019  |
| 17  | Suez, una porta verso l'oriente                                      | Lucio Villari                    | 3 dicembre 2019  |
| 18  | Ferruccio Parri il sogno di una nuova Italia                         | Giovanni Sabbatucci              | 4 dicembre 2019  |
| 19. | La crisi del Kosovo                                                  | Silvia Salvatici                 | 5 dicembre 2019  |
| 20  | Le spie di Cambridge                                                 | Mauro Canali                     | 6 dicembre 2019  |
| 21  | Pio IX l'ultimo papa re                                              | David Kertzer                    | 9 dicembre 2019  |
| 22  | Weiss e Gemelli, la psicanalisi e la Chiesa                          | Alberto Melloni                  | 10 dicembre 2019 |
| 23  | La nascita dell'Università di massa                                  | Simonetta Soldani                | 11 dicembre 2019 |
| 24  | La strage di Piazza Fontana                                          | Guido Panvini                    | 12 dicembre 2019 |
| 25  | Niccolò Machiavelli: politico, diplomatico, letterato, commediografo | Lucio Villari                    | 13 dicembre 2019 |
| 26  | Firenze capitale                                                     | Gilles Pécout                    | 6 gennaio 2020   |
| 27  | La Cassa per il Mezzogiorno                                          | Agostino Giovagnoli              | 7 gennaio 2020   |
| 28  | Futurismo tra arte e politica                                        | Francesco Perfetti               | 8 gennaio 2020   |
| 29  | La guerra bianca                                                     | Marco Mondini                    | 9 gennaio 2020   |
| 30  | Don Giovanni Bosco                                                   | Mariachiara Giorda               | 10 gennaio 2020  |
| 31  | Napoleone in Italia                                                  | Gilles Pécout                    | 13 gennaio 2020  |
| 32  | Nino Andreatta rigorista solidale                                    | Agostino Giovagnoli              | 14 gennaio 2020  |
| 33  | Sandokan e il colonialismo                                           | Franco Cardini                   | 15 gennaio 2020  |
| 34  | Il Proibizionismo in America                                         | Ferdinando Fasce                 | 16 gennaio 2020  |
| 35  | Giovanni Ansaldo, il conservatore inossidabile                       | Francesco Perfetti               | 17 gennaio 2020  |
| 36  | Il Presidente Roosevelt                                              | Mauro Canali                     | 20 gennaio 2020  |
| 37  | Sparta e Atene                                                       | Alessandro Barbero               | 21 gennaio 2020  |
| 38  | Andrej Sacharov                                                      | Marcello Flores                  | 22 gennaio 2020  |
| 39  | L'indipendenza dell'India                                            | Franco Cardini                   | 23 gennaio 2020  |
| 40  | I fratelli Sereni                                                    | Alessandra Tarquini              | 24 gennaio 2020  |
| 41  | La liberazione di Auschwitz                                          | Alessandro Barbero               | 27 gennaio 2020  |
| 42  | Giovanna d'Arco                                                      | Franco Cardini                   | 28 gennaio 2020  |
| 43  | Pastrone e l'alba del cinema con Cabiria                             | Luciano Curreri                  | 29 gennaio 2020  |
| 44  | I treni della felicità                                               | Silvia Salvatici                 | 30 gennaio 2020  |
| 45  | Rosa Parks                                                           | Silvia Cassamagnaghi             | 31 gennaio 2020  |
| 46  | Metternich l'arte della diplomazia                                   | Luigi Mascilli Migliorini        | 3 febbraio 2020  |
| 47  | L'incontro di Jalta                                                  | Ernesto Galli della Loggia       | 4 febbraio 2020  |
| 48  | Salvatore Giuliano il bandito di Montelepre                          | Salvatore Lupo                   | 5 febbraio 2020  |
| 49  | L'Italia di Totò                                                     | Emilio Gentile                   | 6 febbraio 2020  |
| 50  | Porzus, sangue sulla Resistenza                                      | Tommaso Piffer                   | 7 febbraio 2020  |
| 51  | Foibe l'eterno abbandono                                             | Orietta Moscarda e Egidio Ivetic | 10 febbraio 2020 |
| 52  | Marco Aurelio l'imperatore filosofo                                  | Livio Zerbini                    | 11 febbraio 2020 |
| 53  | Farinacci il fascista intransigente                                  | Emilio Gentile                   | 12 febbraio 2020 |
| 54  | Dresda 1945: l'inferno di fuoco                                      | Alessandro Barbero               | 13 febbraio 2020 |
| 55  | Zanardelli: la svolta liberale                                       | Fulvio Cammarano                 | 14 febbraio 2020 |
| 56  | Processo a Madame Bovary                                             | Lucio Villari                    | 17 febbraio 2020 |
| 57  | L'Albania di Enver Hoxha                                             | Roberto Morozzo Della Rocca      | 18 febbraio 2020 |
| 58  | Cosma Manera e la Legione Redenta                                    | Marco Mondini                    | 19 febbraio 2020 |
| 59  | La biennale del dissenso                                             | Ernesto Galli Della Loggia       | 20 febbraio 2020 |
| 60  | I due Conclavi del 1978                                              | Alberto Melloni                  | 21 febbraio 2020 |
| 61  | Luisa di Prussia                                                     | Alessandro Barbero               | 24 febbraio 2020 |
| 62  | Turati e Kuliscioff, due vite una passione                           | Paolo Mattera                    | 25 febbraio 2020 |
| 63  | 1947, la rottura tra De Gasperi e il PCI                             | Giovanni Sabbatucci              | 26 febbraio 2020 |
| 64  | La Guerra dei 6 giorni                                               | Alessandra Tarquini              | 27 febbraio 2020 |
| 65  | La parabola dell'IRI                                                 | Agostino Giovagnoli              | 28 febbraio 2020 |
| 66  | Santa Caterina da Siena                                              | Maria Giuseppina Muzzarelli      | 2 marzo 2020     |
| 67  | La guerra di Algeria                                                 | Leila El Houssi                  | 3 marzo 2020     |
| 68  | Torino in guerra                                                     | Lucio Villari                    | 4 marzo 2020     |
| 69  | La violenza contro le donne                                          | Silvia Salvatici                 | 5 marzo 2020     |
| 70  | Italiani, Giusti tra le nazioni                                      | Anna Foa                         | 6 marzo 2020     |
| 71  | Luigi Barzini, l'avventura del giornalismo                           | Mauro Canali                     | 9 marzo 2020     |
| 72  | Alexandre Dumas e il Risorgimento italiano                           | Lucio Villari                    | 10 marzo 2020    |
| 73  | L'incendio del Narodni Dom di Trieste                                | Guido Crainz                     | 11 marzo 2020    |
| 74  | Vittorio Emanuele II di Savoia                                       | Francesco Perfetti               | 12 marzo 2020    |
| 75  | Parigi, la città dell'esilio                                         | Ernesto Galli della Loggia       | 13 marzo 2020    |
| 76  | Giovanni Paolo II                                                    | Alberto Melloni                  | 18 maggio 2020   |
| 77  | L'Italia scopre la Mafia                                             | Giovanni De Luna                 | 22 maggio 2020   |
| 78  | I Vichinghi                                                          | Tommaso Di Carpegna              | 1º giugno 2020   |
| 79  | 1946. La nascita della Repubblica                                    | Isabella Insolvibile             | 2 giugno 2020    |
| 80  | Roma 1960. Le Olimpiadi degli Italiani                               | Agostino Giovagnoli              | 3 giugno 2020    |
| 81  | Lo Statuto dei Lavoratori                                            | Paolo Mattera                    | 4 giugno 2020    |
| 82  | Hitler Mussolini, l'incontro del Brennero                            | Ernesto Galli Della Loggia       | 5 giugno 2020    |
| 83  | Augusto, Princeps dell'Impero                                        | Umberto Roberto                  | 8 giugno 2020    |
| 84  | Emilio Colombo l'ultimo dei Costituenti                              | Agostino Giovagnoli              | 9 giugno 2020    |
| 85  | 10 giugno 1940. l'Italia in guerra                                   | Amedeo Osti Guerrazzi            | 10 giugno 2020   |
| 86  | La fine della guerra in Europa                                       | Lutz Klinkhammer                 | 11 giugno 2020   |
| 87  | Da Hollywood a via Veneto                                            | Ermanno Taviani                  | 12 giugno 2020   |
| 88  | La caccia alle streghe                                               | Tommaso Di Carpegna              | 15 giugno 2020   |
| 89  | 1973 L'Italia dell'Austerity                                         | Agostino Giovagnoli              | 16 giugno 2020   |
| 90  | Il processo di Norimberga                                            | Anna Foa                         | 18 giugno 2020   |
| 91  | La svolta di Salerno                                                 | Giovanni Sabbatucci              | 19 giugno 2020   |
| 92  | Il mito di Roma nel Fascismo                                         | Paola Salvatori                  | 22 giugno 2020   |
| 93  | La Milano del Boom                                                   | Guido Crainz                     | 23 giugno 2020   |
| 94  | La fine della Guerra Fredda                                          | Giuseppe Vacca                   | 24 giugno 2020   |
| 95  | Giovanni Gentile                                                     | Alessandra Tarquini              | 25 giugno 2020   |
| 96  | La Jugoslavia di Tito                                                | Roberto Morozzo della Rocca      | 26 giugno 2020   |
| 97  | La guerra di Crimea                                                  | Adriano Roccucci                 | 29 giugno 2020   |
| 98  | Giuseppe Bottai, fascista critico                                    | Mauro Canali                     | 30 giugno 2020   |
| 99  | Le stragi naziste                                                    | Isabella Insolvibile             | 1º luglio 2020   |
| 100 | I fronti popolari                                                    | Giovanni Sabbatucci              | 2 luglio 2020    |
| 101 | Expo Parigi 1900                                                     | Emilio Gentile                   | 3 luglio 2020    |
| 102 | Raffaello, l'arte e le idee                                          | Lucio Villari                    | 6 luglio 2020    |
| 103 | La guerra di Libia                                                   | Luigi Goglia                     | 7 luglio 2020    |
| 104 | L'Italia dei consumi                                                 | Elena Papadia                    | 8 luglio 2020    |
| 105 | Il Vietnam e la contestazione                                        | Umberto Gentiloni                | 9 luglio 2020    |
| 106 | Marco Polo e il Milione                                              | Alessandro Barbero               | 10 luglio 2020   |
| 107 | Cavour                                                               | Lucio Villari                    | 13 luglio 2020   |
| 108 | La lega araba                                                        | Franco Cardini                   | 14 luglio 2020   |
| 109 | Malaparte, un maledetto italiano                                     | Francesco Perfetti               | 15 luglio 2020   |
| 110 | Lo sbarco in Normandia                                               | Alessandro Barbero               | 16 luglio 2020   |
| 111 | Sant'Agostino                                                        | Alberto Melloni                  | 20 luglio 2020   |
| 112 | La Beat Generation                                                   | Mauro Canali                     | 21 luglio 2020   |
| 113 | La strage di Cefalonia                                               | Isabella Insolvibile             | 23 luglio 2020   |
| 114 | Guerra civile in Libano                                              | Paolo Branca                     | 24 luglio 2020   |
| 115 | Le crocerossine                                                      | Silvia Salvatici                 | 27 luglio 2020   |

## Quarta edizione (2020-2021)
| Nº  | Titolo                                                        | Professore ospite              | Data             |
| --- | ------------------------------------------------------------- | ------------------------------ | ---------------- |
| 1   | Fuga mundi. I primi monaci e Benedetto                        | Maria Chiara Giorda            | 16 novembre 2020 |
| 2   | J.F.K.. Elezione di un presidente                             | Ferdinando Fasce               | 17 novembre 2020 |
| 3   | Badoglio. Un generale tra due guerre                          | Marco Mondini                  | 18 novembre 2020 |
| 4   | Franco Antonicelli. La passione per la libertà                | Barbara Berruti                | 19 novembre 2020 |
| 5   | La rivoluzione messicana                                      | Massimo De Giuseppe            | 20 novembre 2020 |
| 6   | 1980. Il terremoto in Irpinia                                 | Giovanni De Luna               | 23 novembre 2020 |
| 7   | Matteo Ricci missionario in Cina                              | Michela Catto                  | 24 novembre 2020 |
| 8   | Petronilla e il dottor Amal                                   | Giuseppina Muzzarelli          | 26 novembre 2020 |
| 9   | Il Duca degli Abruzzi                                         | Francesco Perfetti             | 27 novembre 2020 |
| 10  | L'Italia di Giuseppe Verdi                                    | Lucio Villari                  | 30 novembre 2020 |
| 11  | Legge sul divorzio un lungo cammino                           | Silvia Salvatici               | 1º dicembre 2020 |
| 12  | Il Medioevo fantastico                                        | Tommaso di Carpegna Falconieri | 3 dicembre 2020  |
| 13  | Simone Weil contro il totalitarismo                           | Emilio Gentile                 | 4 dicembre 2020  |
| 14  | Il cancelliere Willy Brandt                                   | David Bidussa                  | 7 dicembre 2020  |
| 15  | Il golpe borghese                                             | Guido Panvini                  | 8 dicembre 2020  |
| 16  | Carlo Azeglio Ciampi X presidente                             | Umberto Gentiloni              | 9 dicembre 2020  |
| 17  | Traiano imperatore                                            | Francesca Cenerini             | 10 dicembre 2020 |
| 18  | Movimenti antirazzisti in USA                                 | Mauro Canali                   | 11 dicembre 2020 |
| 19  | La fine della Jugoslavia                                      | Roberto Morozzo Della Rocca    | 14 dicembre 2020 |
| 20  | Toro Seduto grande capo Sioux                                 | Franco Cardini                 | 15 dicembre 2020 |
| 21  | Giuseppe Prezzolini. Storia di un irregolare                  | Alessandra Tarquini            | 16 dicembre 2020 |
| 22  | 1951, inchiesta sulla miseria                                 | Agostino Giovagnoli            | 17 dicembre 2020 |
| 23  | Lincoln e l'abolizione della schiavitù                        | Raffaella Baritono             | 11 gennaio 2021  |
| 24  | I Farnese                                                     | Alessandro Barbero             | 12 gennaio 2021  |
| 25  | La legione straniera                                          | Ernesto Galli della Loggia     | 13 gennaio 2021  |
| 26  | Alberto Sordi l'italiano                                      | Barbara Bracco                 | 14 gennaio 2021  |
| 27  | Nasser l'ultimo faraone                                       | Alessia Melcangi               | 15 gennaio 2021  |
| 28  | La decolonizzazione nel Nord Africa                           | Leila El Houssi                | 19 gennaio 2021  |
| 29  | Salvo D'acquisto                                              | Isabella Insolvibile           | 20 gennaio 2021  |
| 30  | La nascita del PCI                                            | Silvio Pons                    | 21 gennaio 2021  |
| 31  | Il genocidio in Ruanda                                        | Marcello Flores                | 22 gennaio 2021  |
| 32  | La resistenza ebraica                                         | Anna Foa                       | 25 gennaio 2021  |
| 33  | Edith Stein e la religione nazista                            | Emilio Gentile                 | 26 gennaio 2021  |
| 34  | Shoah Deportati, salvati e resistenti                         | Liliana Picciotto              | 27 gennaio 2021  |
| 35  | Maria José la regina di maggio                                | Francesco Perfetti             | 28 gennaio 2021  |
| 36  | La scomunica del comunismo                                    | Alberto Melloni                | 29 gennaio 2021  |
| 37  | L'Apartheid                                                   | Anna Maria Gentili             | 1º febbraio 2021 |
| 38  | FEB - La forza di spedizione brasiliana                       | Massimo De Giuseppe            | 2 febbraio 2021  |
| 39  | Roma Capitale                                                 | Lucio Villari                  | 3 febbraio 2021  |
| 40  | Lo smemorato di Collegno                                      | Lisa Roscioni                  | 4 febbraio 2021  |
| 41  | La peste nera del 1300                                        | Alessandro Barbero             | 8 febbraio 2021  |
| 42  | Foibe una violenza senza confini                              | Raoul Pupo                     | 10 febbraio 2021 |
| 43  | Reza Pahlavi e Soraya una favola triste                       | Franco Cardini                 | 12 febbraio 2021 |
| 44  | Ambrogio e gli imperatori                                     | Rita Lizzi                     | 15 febbraio 2021 |
| 45  | Il disastro di Seveso                                         | Silvia Cassamagnaghi           | 16 febbraio 2021 |
| 46  | Il fascismo all'estero                                        | Giulia Albanese                | 19 febbraio 2021 |
| 47  | Il medioevo non esiste                                        | Alessandro Barbero             | 22 febbraio 2021 |
| 48  | Anni '70 la rivoluzione dell' etere                           | Silvia Salvatici               | 23 febbraio 2021 |
| 49  | Juan Peron presidente                                         | Raffaele Nocera                | 24 febbraio 2021 |
| 50  | Umberto Nobile un italiano al Polo Nord                       | Isabella Insolvibile           | 25 febbraio 2021 |
| 51  | Achille Lauro il comandante                                   | Ernesto Galli della Loggia     | 26 febbraio 2021 |
| 52  | Aigues. Mortes Luigi IX e le Crociate                         | Alessandro Barbero             | 1º marzo 2021    |
| 53  | Pio XII e gli ebrei. I nuovi documenti degli archivi Vaticani | Matteo Luigi Napolitano        | 2 marzo 2021     |
| 54  | Charles Lindbergh, l'aviatore che sorvolò l'Oceano            | Mauro Canali                   | 3 marzo 2021     |
| 55  | Le parole del regime                                          | Alessandra Tarquini            | 4 marzo 2021     |
| 56  | Morte al tiranno anarchici del 1800                           | Elena Papadia                  | 5 marzo 2021     |
| 57  | Uomini e donne uguali nel lavoro                              | Silvia Salvatici               | 8 marzo 2021     |
| 58  | Messalina l'imperatrice scandalosa                            | Francesca Cenerini             | 9 marzo 2021     |
| 59  | Tondi il gesuita spia del PCI                                 | Alberto Melloni                | 10 marzo 2021    |
| 60  | Terra e dignità la lunga marcia di Marcos                     | Loris Zanatta                  | 11 marzo 2021    |
| 61  | Alle origini del Partito Fascista                             | Emilio Gentile                 | 12 marzo 2021    |
| 62  | L'infanzia abbandonata                                        | Vittoria Fiorelli              | 15 marzo 2021    |
| 63  | Operazione Barbarossa                                         | Alessandro Barbero             | 16 marzo 2021    |
| 64  | Destra storica e Unità d'Italia                               | Ernesto Galli della Loggia     | 17 marzo 2021    |
| 65  | 150 ore per il diritto allo studio                            | Simonetta Soldani              | 18 marzo 2021    |
| 66  | Danilo Dolci il Gandhi di Sicilia                             | Agostino Giovagnoli            | 19 marzo 2021    |
| 67  | Il Medioevo e le donne                                        | Tommaso di Carpegna Falconieri | 22 marzo 2021    |
| 68  | I servizi segreti e la resistenza europea                     | Tommaso Piffer                 | 23 marzo 2021    |
| 69  | La dittatura argentina di Videla                              | Benedetta Calandra             | 24 marzo 2021    |
| 70  | Dante e la commedia                                           | Giuseppe Ledda                 | 25 marzo 2021    |
| 71  | Fascismo e repressione                                        | Giovanni De Luna               | 26 marzo 2021    |
| 72  | 1941. Quando gli italiani invasero la Jugoslavia              | Raoul Pupo                     | 6 aprile 2021    |
| 73  | Emanuele Filiberto d'Aosta il duca invitto                    | Francesco Perfetti             | 7 aprile 2021    |
| 74  | Guelfi e Ghibellini                                           | Chiara Mercuri                 | 8 aprile 2021    |
| 75  | Alan Turing. Il matematico che sconfisse Hitler               | Mauro Canali                   | 9 aprile 2021    |
| 76  | Jurij Gagarin. Il primo uomo nello spazio                     | Adriano Roccucci               | 12 aprile 2021   |
| 77  | Gutenberg. L'invenzione della stampa                          | Alessandro Barbero             | 13 aprile 2021   |
| 78  | Rosa Genoni e il made in Italy                                | Maria Giuseppina Muzzarelli    | 14 aprile 2021   |
| 79  | Gli inquilini del Quirinale                                   | Agostino Giovagnoli            | 15 aprile 2021   |
| 80  | Cuba sotto attacco. La Baia dei Porci                         | Giordana Pulcini               | 16 aprile 2021   |
| 81  | Lev Tolstoj. La grandezza e il tormento                       | Alessandro Barbero             | 19 aprile 2021   |
| 82  | La guerra greco-turca                                         | Gastone Breccia                | 20 aprile 2021   |
| 83  | Enemy aliens: stranieri in terra nemica 1915-1945             | Daniela Caglioti               | 21 aprile 2021   |
| 84  | Gli italiani nelle scuole del Comintern                       | Fiamma Lussana                 | 22 aprile 2021   |
| 85  | Il Battaglione Mario                                          | Isabella Insolvibile           | 23 aprile 2021   |
| 86  | Rasna. Il nome degli Etruschi                                 | Franco Cardini                 | 26 aprile 2021   |
| 87  | La cultura italiana e l'America                               | Lucio Villari                  | 27 aprile 2021   |
| 88  | Padre Arrupe e i Gesuiti                                      | Gianni La Bella                | 28 aprile 2021   |
| 89  | Boat people. Un salvataggio italiano                          | Silvia Salvatici               | 29 aprile 2021   |
| 90  | 1904-1905. La guerra russo-giapponese                         | Ernesto Galli della Loggia     | 30 aprile 2021   |
| 91  | La via della seta e delle idee                                | Tiziana Lippiello              | 3 maggio 2021    |
| 92  | IRA. Il braccio armato d'Irlanda                              | Eugenio Biagini                | 4 maggio 2021    |
| 93  | Napoleone e Roma                                              | Gilles Pécout                  | 5 maggio 2021    |
| 94  | L'Esposizione internazionale del lavoro di Torino             | Giovanni De Luna               | 6 maggio 2021    |
| 95  | La banda Baader - Meinhof                                     | Ermanno Taviani                | 7 maggio 2021    |
| 96  | L'Italia del Giro. Gli anni ruggenti 1909-1969                | Stefano Pivato                 | 10 maggio 2021   |
| 97  | Livia Drusilla. La prima imperatrice                          | Francesca Cenerini             | 11 maggio 2021   |
| 98  | Il neo-atlantismo. L'Italia e il Mediterraneo                 | Leila El Houssi                | 12 maggio 2021   |
| 99  | Villarbasse. L'ultima sentenza di morte                       | David Bidussa                  | 13 maggio 2021   |
| 100 | Sophie Scholl. La rosa bianca                                 | Alberto Melloni                | 14 maggio 2021   |
| 101 | L'imperatore Domiziano                                        | Umberto Roberto                | 17 maggio 2021   |
| 102 | Il Partito Comunista Cinese. 100 anni di Rivoluzione          | Giovanni Andornino             | 18 maggio 2021   |
| 103 | Sibilla Aleramo                                               | Alessandra Tarquini            | 19 maggio 2021   |
| 104 | Storia dei movimenti pacifisti                                | Renato Moro                    | 21 maggio 2021   |

## Quinta edizione (2021-2022)
| Nº  | Titolo                                             | Professore ospite              | Data             |
| --- | -------------------------------------------------- | ------------------------------ | ---------------- |
| 1   | L'Afghanistan ai Talebani                          | Gastone Breccia                | 9 dicembre 2021  |
| 2   | Guglielmo Marconi. L'invenzione del futuro         | Lucio Villari                  | 10 dicembre 2021 |
| 3   | La caccia alle streghe di Salem                    | Michela Catto                  | 13 dicembre 2021 |
| 4   | Freud e Roma                                       | David Meghnagi                 | 14 dicembre 2021 |
| 5   | Jacqueline Kennedy alla Casa Bianca                | Raffaella Baritono             | 15 dicembre 2021 |
| 6   | 1922. Il tramonto dell'Occidente                   | Emilio Gentile                 | 16 dicembre 2021 |
| 7   | 1981 Il rapimento Dozier                           | Monica Galfré                  | 17 dicembre 2021 |
| 8   | Il Titanic                                         | Fiamma Lussana                 | 20 dicembre 2021 |
| 9   | Giovanni Leone Presidente                          | Agostino Giovagnoli            | 21 dicembre 2021 |
| 10  | Eleonora di Toledo. Patrona e "fattoressa"         | Maria Giuseppina Muzzarelli    | 10 gennaio 2022  |
| 11  | La battaglia di Okinawa                            | Ernesto Galli Della Loggia     | 11 gennaio 2022  |
| 12  | Il Cile di Pinochet                                | Benedetta Calandra             | 12 gennaio 2022  |
| 13  | Tina Modotti. Fotografa e rivoluzionaria           | Mauro Canali                   | 13 gennaio 2022  |
| 14  | L'armata S'agapò. L'occupazione italiana in Grecia | Isabella Insolvibile           | 14 gennaio 2022  |
| 15  | Giustiniano e Teodora un potere condiviso          | Alessandro Barbero             | 17 gennaio 2022  |
| 16  | Ungheria 1956. I profughi della Guerra Fredda      | Silvia Salvatici               | 18 gennaio 2022  |
| 17  | Alfredo Rocco. L'architetto dello stato fascista   | Alessandra Tarquini            | 19 gennaio 2022  |
| 18  | Tre donne nel cammino della scienza                | Valeria Paola Babini           | 20 gennaio 2022  |
| 19  | Benedetto XV Il papa contro la guerra              | Alberto Melloni                | 21 gennaio 2022  |
| 20  | Francesca Romana. Una santa laica                  | Chiara Mercuri                 | 24 gennaio 2022  |
| 21  | Al Capone Scarface                                 | Ferdinando Fasce               | 25 gennaio 2022  |
| 22  | La conferenza di Wannsee                           | David Bidussa                  | 27 gennaio 2022  |
| 23  | Roma 1943. La razzia delle biblioteche ebraiche    | Bianca Gaudenzi                | 28 gennaio 2022  |
| 24  | I Cavalieri Templari                               | Franco Cardini                 | 31 gennaio 2022  |
| 25  | Il mito di Spartaco                                | Elena Papadia                  | 1 febbraio 2022  |
| 26  | Turchia, la costruzione di una nazione             | Giorgio Del Zanna              | 2 febbraio 2022  |
| 27  | El Salvador, tra guerra e pacificazione            | Massimo De Giuseppe            | 3 febbraio 2022  |
| 28  | Elisabetta II Regina d'Inghilterra                 | Valentina Villa                | 4 febbraio 2022  |
| 29  | Maastricht, da Ventotene all'Unione europea        | Daniela Preda                  | 7 febbraio 2022  |
| 30  | L'Imperatore Commodo                               | Francesca Cenerini             | 8 febbraio 2022  |
| 31  | La nascita degli Alpini                            | Marco Mondini                  | 9 febbraio 2022  |
| 32  | Voci dall'abisso. Il dramma Giuliano-Dalmata       | Gloria Nemec                   | 10 febbraio 2022 |
| 33  | Etiopia: dall'indipendenza al Regime di Menghistu  | Silvia Salvatici               | 11 febbraio 2022 |
| 34  | Gli antipapi medievali                             | Tommaso Di Carpegna Falconieri | 14 febbraio 2022 |
| 35  | La guerra Italo-Turca e i profughi italiani        | Daniela Luigia Caglioti        | 15 febbraio 2022 |
| 36  | I figli della guerra                               | Silvia Cassamagnaghi           | 16 febbraio 2022 |
| 77  | I Protocolli dei Savi di Sion                      | Ernesto Galli della Loggia     | 17 febbraio 2022 |
| 38. | Margaret Bourke White. Istantanee sulla storia     | Mauro Canali                   | 18 febbraio 2022 |
| 39. | Cleopatra                                          | Alessandro Barbero             | 21 febbraio 2022 |
| 40. | Paolo VI e Atenagora, inizio di un dialogo         | Alberto Melloni                | 22 febbraio 2022 |
| 41. | Nadia Gallico Spano, una costituente               | Leila El Houssi                | 23 febbraio 2022 |
| 42. | Unione Sovietica. Il sistema Gulag                 | Adriano Roccucci               | 24 febbraio 2022 |
| 43. | La Triplice Alleanza                               | Francesco Perfetti             | 25 febbraio 2022 |
| 44. | La Roma dei gladiatori                             | Umberto Roberto                | 28 febbraio 2022 |
| 45. | Carlo Maria Martini, il Cardinale del dialogo      | Agostino Giovagnoli            | 2 marzo 2022     |
| 46. | Russia - Ucraina. Le radici del conflitto          | Adriano Roccucci               | 3 marzo 2022     |
| 47. | I linguaggi di Pasolini                            | Lucio Villari                  | 4 marzo 2022     |
| 48. | Tiberio, le due facce dell'Imperatore              | Livio Zerbini                  | 7 marzo 2022     |
| 49. | Adele Faccio, femminista disobbediente             | Paola Stelliferi               | 8 marzo 2022     |
| 50. | Albert Camus tra cultura e attivismo               | Lucio Villari                  | 9 marzo 2022     |
| 51. | Giuseppe Mazzini, l'Apostolo del Risorgimento      | Luigi Mascilli Migliorini      | 10 marzo 2022    |
| 52. | Italia - Marocco. De Amicis alla corte del Sultano | Luciano Monzali                | 11 marzo 2022    |
| 53. | Roma e il Faraone                                  | Patrizia Piacentini            | 14 marzo 2022    |
| 54. | La solitudine dell'intellettuale                   | David Bidussa                  | 15 marzo 2022    |
| 55. | Il Congresso di Vienna                             | Luigi Mascilli Migliorini      | 16 marzo 2022    |
| 56. | La nave dei filosofi                               | Marcello Flores                | 17 marzo 2022    |
| 57. | Censura, tagli al cinema                           | Ermanno Taviani                | 18 marzo 2022    |
| 58. | Predicatori da San Francesco a Papa Francesco      | Maria Giuseppina Muzzarelli    | 21 marzo 2022    |
| 59. | Venezia e il Fascismo                              | Giulia Albanese                | 23 marzo 2022    |
| 60. | Fosse Ardeatine la memoria                         | Alessandro Portelli            | 24 marzo 2022    |
| 61. | Sessualità nel Medioevo                            | Alessandro Barbero             | 28 marzo 2022    |
| 62. | 1944. La Conferenza di Bretton Woods               | Ernesto Galli della Loggia     | 29 marzo 2022    |
| 63. | Julius Evola contro il mondo moderno               | Alessandra Tarquini            | 30 marzo 2022    |
| 64. | Camilla Ravera, nome in codice Micheli             | Patrizia Gabrielli             | 31 marzo 2022    |
| 65. | Falkland le isole contese                          | Alessandro Barbero             | 1 aprile 2022    |
| 66. | 1981, il golpe in Spagna                           | Alfonso Botti                  | 4 aprile 2022    |
| 67. | Assedio a Sarajevo                                 | Emanuela Costantini            | 5 aprile 2022    |
| 68. | Andrè Breton e i surrealisti                       | Emilio Gentile                 | 6 aprile 2022    |
| 69. | Il disarmo nucleare                                | Giordana Pulcini               | 7 aprile 2022    |
| 70. | Lorenzo il magnifico. Luci e ombre                 | Franco Cardini                 | 8 aprile 2022    |
| 71. | Operazione Teodora, la liberazione di Ravenna      | Marcello Flores                | 25 aprile 2022   |
| 72. | La guerra segreta dei fratelli Dulles              | Angela Santese                 | 26 aprile 2022   |
| 73. | Suppliche e petizioni, il popolo scrive al potere  | Enrica Asquer                  | 27 aprile 2022   |
| 74. | I giovani e la marcia su Roma                      | Marco Mondini                  | 28 aprile 2022   |
| 75. | Cina, URSS tra equilibrio e competizione           | Giovanni Andornino             | 29 aprile 2022   |
| 76. | Un francescano alla corte mongola                  | Franco Cardini                 | 2 maggio 2022    |
| 77. | L'Italia delle bonifiche                           | Elisabetta Novello             | 3 maggio 2022    |
| 78. | Ennio Flaiano, l'arte della parola                 | Francesco Perfetti             |                  |
| 79. | Celeste Di Porto, l'anima nera del ghetto          | Lucetta Scaraffia              |                  |
| 80. | L'Impero del mare dell'Italia fascista             | Fabio De Ninno                 |                  |
| 81. | Apolidi tra le due guerre                          | Daniela Luigia Caglioti        |                  |
| 82. | La linea Maginot                                   | Andrea Santangelo              |                  |
| 83. | La Contessa di Castiglione, seduzione e potere     | Benedetta Craveri              | 13 maggio 2022   |
| 84. | Adelaide di Borgogna, la prima imperatrice         | Tiziana Lazzari                | 16 maggio 2022   |
| 85. | Kissinger, il mestiere di mediatore                | Mario Del Pero                 | 18 maggio 1922   |
| 86. | Le Olimpiadi del terrore                           | Riccardo Redaelli              | 19 maggio 2022   |
| 87. | L'eredità di Enrico Berlinguer                     | Silvio Pons                    | 25 maggio 2022   |
| 88. | La caccia alle streghe di Salem                    | Michela Catto                  |                  |

## Sesta edizione (2022-2023)
| Nº | Titolo                                                   | Professore ospite           | Data             |
| -- | -------------------------------------------------------- | --------------------------- | ---------------- |
| 1  | La storia continua                                       | Alessandro Barbero          | 5 dicembre 2022  |
| 2  | Matilde di Canossa Regina senza corona                   | Tiziana Lazzari             | 6 dicembre 2022  |
| 3  | Mario Missiroli. Elogio dell'incoerenza                  | Francesco Perfetti          | 7 dicembre 2022  |
| 4  | Angela Davis, una vita per la libertà                    | Fiamma Lussana              | 8 dicembre 2022  |
| 5  | Marcel Proust e il suo tempo                             | Lucio Villari               | 9 dicembre 2022  |
| 6  | Lucrezia Borgia, il destino di un nome                   | Maria Giuseppina Muzzarelli | 12 dicembre 2022 |
| 7  | La nascita del Terzo Mondo                               | Massimo De Giuseppe         | 14 dicembre 2022 |
| 8  | La paura dell'atomica                                    | Leopoldo Nuti               | 15 dicembre 2022 |
| 9  | Tacito, lo storico della Roma imperiale                  | Francesca Cenerini          | 16 dicembre 2022 |
| 10 | I regni romano-barbarici                                 | Alessandro Barbero          | 16 dicembre 2022 |
| 11 | 1953, la conquista dell'Everest                          | Alessandro Vanoli           | 19 dicembre 2022 |
| 12 | 1943, lo sbarco in Sicilia                               | Mauro Canali                | 21 dicembre 2022 |
| 13 | Eleanor Roosevelt la first lady del mondo                | Raffaella Baritono          | 22 dicembre 2022 |
| 14 | La pace di Brest Litovsk                                 | Ernesto Galli della Loggia  | 23 dicembre 2022 |
| 15 | Costituzione, la carta della Democrazia                  | Agostino Giovagnoli         | 27 dicembre 2022 |
| 16 | Ferdinand Marcos, presidente delle Filippine             | Giuseppe Gabusi             | 17 gennaio 2023  |
| 17 | Guerra Iran-Iraq, alla radice del male                   | Gastone Breccia             | 18 gennaio 2023  |
| 18 | Giovanni XXIII. Uomo del dialogo                         | Alberto Melloni             | 19 gennaio 2023  |
| 19 | La terza via di Clinton                                  | Ferdinando Fasce            | 20 gennaio 2023  |
| 20 | Re Artù. Storia di una leggenda                          | Franco Cardini              | 23 gennaio 2023  |
| 21 | I campi di concentramento fascisti                       | Annalisa Cegna              | 24 gennaio 2023  |
| 22 | Carlo Tresca, il nemico di tutti                         | Marcello Flores             | 25 gennaio 2023  |
| 23 | Il giardino dei Finzi-Contini, la Shoah in un romanzo    | Alessandra Tarquini         | 26 gennaio 2023  |
| 24 | Le donne nei lager nazisti                               | Anna Foa                    | 27 gennaio 2023  |
| 25 | Elisabetta I, l'ultima Tudor                             | Valentina Villa             | 30 gennaio 2023  |
| 26 | Mario Tobino, psichiatra e poeta                         | Valeria Paola Babini        | 31 gennaio 2023  |
| 27 | La montagna magica - la Germania di Thomas Mann          | Emilio Gentile              | 1 febbraio 2023  |
| 28 | Il Teatro alla Scala di Milano                           | Carlotta Sorba              | 2 febbraio 2023  |
| 29 | Wasinghton - Mosca, il telefono rosso                    | Marilena Gala               | 3 febbraio 2023  |
| 30 | L'imperatore Giuliano                                    | Umberto Roberto             | 6 febbraio 2023  |
| 31 | Italo Calvino - il labirinto del mondo                   | Barbara Berruti             | 7 febbraio 2023  |
| 32 | 1943-1945 - la Repubblica Sociale Italiana               | Toni Rovatti                | 8 febbraio 2023  |
| 33 | Jimmy Carter - un outsider alla Casa Bianca              | Giordana Pulcini            | 9 febbraio 2023  |
| 34 | Le foibe e l'esodo                                       | Enrico Miletto              | 10 febbraio 2023 |
| 35 | Il nome della rosa                                       | Chiara Mercuri              | 13 febbraio 2023 |
| 36 | 1923 - l'occupazione italiana di Corfù                   | Francesco Perfetti          | 14 febbraio 2023 |
| 37 | Italiani di Tunisia - dalla migrazione all'esodo forzato | Leila El Houssi             | 16 febbraio 2023 |
| 38 | Molière e la Francia di Re Sole                          | Lucio Villari               | 17 febbraio 2023 |
| 39 | Federico Barbarossa, lo scacchiere Mediterraneo          | Franco Cardini              | 17 marzo 2023    |
| 40 | Henry Miller e l'incubo americano                        | Emilio Gentile              | 22 febbraio 2023 |
| 41 | La Napoli del dopoguerra                                 | Isabella Insolvibile        | 23 febbraio 2023 |
| 42 | Agrippina, sangue e potere nella Roma imperiale          | Francesca Cenerini          | 24 febbraio 2023 |
| 43 | Il rosso e il nero. La Francia della Restaurazione       | Alessandro Barbero          | 27 febbraio 2023 |
| 44 | Macerie di guerra                                        | Barbara Bracco              | 28 febbraio 2023 |
| 45 | Rasputin alla corte dell'ultimo zar                      | Adriano Roccucci            | 1 marzo 2023     |
| 46 | Arturo Bocchini, l'ombra di Mussolini                    | Mauro Canali                | 2 marzo 2023     |
| 47 | Napoleone III e il bonapartismo                          | Lucio Villari               | 3 marzo 2023     |
| 48 | I giusti fra le nazioni - Storie di soccorritori         | Bruno Maida                 | 6 marzo 2023     |
| 49 | Marc Bloch il mestiere dello storico                     | Alessandro Barbero          | 7 marzo 2023     |
| 50 | Le donne e lo sport                                      | Patrizia Gabrielli          | 8 marzo 2023     |
| 51 | Gioacchino Murat e la presa di Capri                     | Vittoria Fiorelli           | 9 marzo 2023     |
| 52 | Giuseppe Mazzini l'apostolo del Risorgimento             | Luigi Mascilli Migliorini   | 10 marzo 2023    |
| 53 | Napoleone II, l'impossibile sovrano                      | Gilles Pécout               | 13 marzo 2023    |
| 54 | Storia della naja                                        | Marco Mondini               | 14 marzo 2023    |
| 55 | 8 settembre 1943 - la resa incondizionata                | Ernesto Galli della Loggia  | 15 marzo 2023    |
| 56 | Il caso Moro e i partiti                                 | Agostino Giovagnoli         | 16 marzo 2023    |
| 57 | Margherita d'Austria                                     | Silvia Mantini              | 20 marzo 2023    |
| 58 | Renzo De Felice, storico del fascismo                    | Francesco Perfetti          | 22 marzo 2023    |
| 59 | Siamo tutti Greci - il filellenismo nell'Europa dell'800 | Gilles Pécout               | 23 marzo 2023    |

## Settima edizione (2023-2024)
| Nº  | Titolo                                                  | Professore ospite              | Data                                     |
| --- | ------------------------------------------------------- | ------------------------------ | ---------------------------------------- |
| 1   | Cristoforo Colombo: la lettera che cambiò il mondo      | Franco Cardini                 | 12 ottobre 2023                          |
| 2   | L'armistizio di Villa Giusti. 3 novembre 1918           | Francesco Perfetti             | 3 novembre 2023                          |
| 3   | La regola di San Francesco                              | Maria Giuseppina Muzzarelli    | 6 novembre 2023                          |
| 4   | Jules Verne - l'inventore del futuro                    | Carlotta Sorba                 | 7 novembre 2023                          |
| 5   | Come si diventa Winston Churchill                       | Valentina Villa                | 8 novembre 2023                          |
| 6   | Charles de Foucauld: il fratello universale             | Andrea Riccardi                | 9 novembre 2023                          |
| 7   | Walther Rathenau, l'anima e il capitale                 | Lucio Villari                  | 10 novembre 2023                         |
| 8   | Paolo Diacono: il cronista dei Longobardi               | Stefano Gasparri               | 13 novembre 2023                         |
| 9   | Pentagon papers: la verità sul Vietnam                  | Gregory Alegi                  | 14 novembre 2023                         |
| 10  | ILVA-ITALSIDER: i dilemmi dell'acciaio                  | Agostino Giovagnoli            | 15 novembre 2023                         |
| 11  | Scerbanenco: l'Italia noir                              | Alessandra Tarquini            | 16 novembre 2023                         |
| 12  | Mussolini e le donne                                    | Fiamma Lussana                 | 17 novembre 2023                         |
| 13  | Irene di Atene imperatrice bizantina                    | Giorgio Ravegnani              | 20 novembre 2023                         |
| 14  | La papessa Giovanna: storia di una leggenda             | Tommaso di Carpegna Falconieri | 21 novembre 2023                         |
| 15  | JFK: assassinio di un presidente                        | Mauro Canali                   | 22 novembre 2023                         |
| 16  | Clement Attlee: un laburista conservatore               | Luigi Bruti Liberati           | 23 novembre 2023                         |
| 17  | Don Puglisi, un prete contro la mafia                   | Alberto Melloni                | 24 novembre 2023                         |
| 18  | I martiri di Belfiore                                   | Ernesto Galli della Loggia     | 27 novembre 2023                         |
| 19  | Giovanni Paolo I: il papa di settembre                  | Alberto Melloni                | 28 novembre 2023                         |
| 20  | Gli alleati in Italia                                   | Mauro Canali                   | 29 novembre 2023                         |
| 21  | La giornata del duce                                    | Amedeo Osti Guerrazzi          | 1 dicembre 2023                          |
| 22  | Gli ultimi pagani                                       | Umberto Roberto                | 4 dicembre 2023                          |
| 23  | Nabucco, l'opera e il mito                              | Carlotta Sorba                 | 5 dicembre 2023                          |
| 24  | Gli ebrei di Salonicco                                  | Giorgio Del Zanna              | 6 dicembre 2023                          |
| 25  | Processo a Pètain                                       | Ernesto Galli della Loggia     | 7 dicembre 2023                          |
| 26  | L'età dell'innocenza - l'America di Edith Wharton       | Raffaella Baritono             | 8 dicembre 2023                          |
| 27  | Il Medioevo crudele dei fratelli Grimm                  | Chiara Mercuri                 | 11 dicembre 2023                         |
| 28  | La guerra dello Yom Kippur                              | Gastone Breccia                | 12 dicembre 2023                         |
| 29  | I meticci italo africani                                | Leila El Houssi                | 13 dicembre 2023                         |
| 30  | La dottrina Monroe. L'America agli americani            | Lucio Villari                  | 14 dicembre 2023                         |
| 31  | La strage di Fiumicino. 1973                            | Agostino Giovagnoli            | 15 dicembre 2023                         |
| 32  | Giulio Cesare il mito                                   | Livio Zerbini                  | 18 dicembre 2023                         |
| 33  | Walt Disney: il potere della fantasia                   | Emilio Gentile                 | 19 dicembre 2023                         |
| 34  | Edward Bernays: il persuasore occulto                   | Ferdinando Fasce               | 20 dicembre 2023                         |
| 35  | Le sorelle Mitford                                      | Francesco Perfetti             | 21 dicembre 2023                         |
| 36  | Mare Nostrum: la battaglia nel Mediterraneo             | Fabio De Ninno                 | 22 dicembre 2023                         |
| 37  | La TV degli esordi e le donne                           | Silvia Cassamagnaghi           | 3 gennaio 2024                           |
| 38  | Giulia Maggiore, figlia di Augusto                      | Francesca Cenerini             | 15 gennaio 2024                          |
| 39  | Luigi Capello. Parabola di un Comandante                | Marco Mondini                  | 16 gennaio 2024                          |
| 40  | La peste di Camus                                       | David Bidussa                  | 17 gennaio 2024                          |
| 41  | L'incidente del Tonchino                                | Giordana Pulcini               | 18 gennaio 2024                          |
| 42  | Lenin. Vita di un Rivoluzionario                        | Marcello Flores                | 19 gennaio 2024                          |
| 43  | Nome in codice: Shingle - lo sbarco di Anzio            | Umberto Gentiloni              | 22 gennaio 2024                          |
| 44  | Caterina la grande di Russia                            | Adriano Roccucci               | 23 gennaio 2024                          |
| 45  | Oppenheimer il padre della bomba atomica                | Leopoldo Nuti                  | 24 gennaio 2024                          |
| 46  | Gli ebrei di Saint-Martin-Vesubie                       | Barbara Berruti                | 25 gennaio 2024                          |
| 47  | Ebrei salvati nei conventi                              | Anna Foa                       | 26 gennaio 2024                          |
| 48  | L'omicidio Alessandrini                                 | Agostinno Giovagnoli           | 29 gennaio 2024                          |
| 49  | Notre-Dame de Paris tra medioevo e modernità            | Maria Giuseppina Muzzarelli    | 30 gennaio 2024                          |
| 50  | La radio e il fascismo                                  | Alessandra Tarquini            | 31 gennaio 2024                          |
| 51  | "La Storia" di Elsa Morante                             | Isabella Insolvibile           | 1 febbraio 2024                          |
| 52  | Paolo Caccia Dominioni: dovere e onore                  | Marco Mondini                  | 2 febbraio 2024                          |
| 53  | Etruschi - signori dei due mari                         | Laura Michetti                 | 5 febbraio 2024                          |
| 54  | L'attentato di Sarajevo                                 | Alessandro Barbero             | 6 febbraio 2024                          |
| 55  | Wounded Knee: il ritorno dei Pellerossa                 | Massimo De Giuseppe            | 7 febbraio 2024                          |
| 56  | Indira Gandhi - madre India                             | Alessandra Consolaro           | 8 febbraio 2024                          |
| 57  | La questione adriatica - dalle foibe all'esodo          | Guido Rumici                   | 9 febbraio 2024                          |
| 58  | Francesco Petrarca - Il Canzoniere                      | Luciano Curreri                | 12 febbraio 2024                         |
| 59  | Le colonie estive                                       | Stefano Pivato                 | 13 febbraio 2024                         |
| 60  | Bob Dylan e la Bibbia                                   | Alberto Melloni                | 14 febbraio 2024                         |
| 61  | Suffragio universale maschile - 1912                    | Fulvio Cammarano               | 15 febbraio 2024                         |
| 62  | Argentina. La transizione democratica                   | Benedetta Calandra             | 16 febbraio 2024                         |
| 63  | La battaglia di Poitiers                                | Alessandro Barbero             | 19 febbraio 2024                         |
| 64  | La guerra Anglo-Zulu - Terra e diamanti                 | Franco Cardini                 | 20 febbraio 2024                         |
| 65  | Luigi Albertini - il giornalismo moderno                | Lorenzo Benadusi               | 21 febbraio 2024                         |
| 66  | John Kenneth Galbraith - il fascino della politica      | Mariele Merlati                | 22 febbraio 2024                         |
| 67  | Rina Fort - Cronaca di un delitto                       | Barbara Bracco                 | 23 febbraio 2024                         |
| 68  | Rosvita - la squillante voce di Gandersheim             | Tiziana Lazzari                | 26 febbraio 2024                         |
| 69  | Italiane nelle due guerre                               | Silvia Salvatici               | 27 febbraio 2024                         |
| 70  | Anton Cechov. L'inquietudine russa                      | Lucio Villari                  | 28 febbraio 2024                         |
| 71  | Giorgio Amendola, il comunista liberale                 | Giovanni Cerchia               | 29 febbraio 2024                         |
| 72  | Operazione Mincemeat. L'arte dell'inganno               | Mauro Canali                   | 1 marzo 2024                             |
| 73  | Tutankhamon e la tomba delle meraviglie                 | Patrizia Piacentini            | 4 marzo 2024                             |
| 74  | Giovanni Pirelli - l'erede ribelle                      | Maria Margherita Scotti        | 5 marzo 2024                             |
| 75  | Fernanda Wittgens - una donna tra i giusti              | Daniela Saresella              | 6 marzo 2024                             |
| 76  | Persecuzione dei Cattolici in Inghilterra               | Michela Catto                  | 7 marzo 2024                             |
| 77  | "Piccole Donne" - Louisa Alcott e l'utopia femminile    | Daniela Daniele                | 8 marzo 2024                             |
| 78  | Abelardo e Eloisa - Lettere tra amore e filosofia       | Alessandro Barbero             | 11 marzo 2024                            |
| 79  | Operazione Lebensborn - La purezza della razza          | Bruno Maida                    | 12 marzo 2024                            |
| 80  | L'America di Elvis Presley                              | Ferdinando Fasce               | 13 marzo 2024                            |
| 81  | Gioacchino Volpe tra storia e politica                  | Giovanni Belardelli            | 14 marzo 2024                            |
| 82  | Golda Meir la signora d'Israele                         | David Bidussa                  | 15 marzo 2024                            |
| 83  | Mary Wortley Montagu. Avventure tra Oriente e Occidente | Silvia Mantini                 | 18 marzo 2024                            |
| 84  | India 1991. La svolta neoliberista                      | Matilde Adduci                 | 19 marzo 2024                            |
| 85  | Il ghetto di Ferrara                                    | Chiara Mercuri                 | 20 marzo 2024                            |
| 86  | Luigi Einaudi, l'economista liberale                    | Francesco Perfetti             | 21 marzo 2024                            |
| 87  | Generale Martelli Castaldi, militare partigiano         | Isabella Insolvibile           | 22 marzo 2024                            |
| 88  | La congiura dei Baroni                                  | Vittorria Fiorelli             | 8 aprile 2024                            |
| 89  | Palmiro Togliatti rivoluzionario democratico            | Paolo Mattera                  | 9 aprile 2024                            |
| 90  | Friederich Paulus il Feldmaresciallo                    | Marco Mondini                  | 10 aprile 2024                           |
| 91  | Saddam Hussein - processo al Dittatore                  | Franco Cardini                 | 11 aprile 2024                           |
| 92  | Cuore, il libro degli italiani                          | Gilles Pécout                  | 12 aprile 2024                           |
| 93  | Giovanni Gentile - il filosofo e il regime              | Alessandra Tarquini            | 15 aprile 2024                           |
| 94  | Jünger - nelle tempeste d'acciaio                       | Emilio Gentile                 | 16 aprile 2024                           |
| 95  | Alleati prigionieri degli Italiani                      | Isabella Insolvibile           | 17 aprile 2024                           |
| 96  | La Serenissima e la Superba - Venezia e Genova in lotta | Antonio Musarra                | 18 aprile 2024                           |
| 97  | George Orwell: 1984                                     | David Bidussa                  | 19 aprile 2024                           |
| 98  | I Carolingi: parabola di una dinastia                   | Giuseppe Albertoni             | 22 aprile 2024                           |
| 99  | Storie d'amore durante la resistenza                    | Michela Ponzani                | 23 aprile 2024                           |
| 100 | La Rivoluzione dei Garofani. Portogallo 1974            | Mario Del Pero                 | 24 aprile 2024                           |
| 101 | Divisione partigiana "Garibaldi" in Montenegro          | Federico Goddi                 | 25 aprile 2024                           |
| 102 | Woodstock - il concerto del secolo                      | Ferdinando Fasce               | 26 aprile 2024                           |
| 103 | Prigionieri politici nel Risorgimento                   | Elena Bacchin                  | 29 aprile 2024                           |
| 104 | Francesco Giuseppe - l'ultimo Monarca Assoluto          | Gilles Pécout                  | 30 aprile 2024                           |
| 105 | Le Acli nell'Italia Repubblicana                        | Agostino Giovagnoli            | 1 maggio 2024                            |
| 106 | Emma Goldman - l'anarchia dell'individuo                | Emilio Gentile                 | 2 maggio 2024                            |
| 107 | Benazir Bhutto - una donna alla guida del Pakistan      | Elisa Giunchi                  | 3 maggio 2024                            |
| 108 | Varennes - Cronaca di reali in fuga                     | Luigi Mascilli Migliorini      | 6 maggio 2024                            |
| 109 | Josephine Baker                                         | Carlotta Sorba                 | 7 maggio 2024                            |
| 110 | Levi oltre Eboli: la riscoperta del Mezzogiorno         | Ernesto Galli della Loggia     | 8 maggio 2024                            |
| 111 | La scorta di Moro il giorno della strage                | Guido Panvini                  | 9 maggio 2024                            |
| 112 | Donne e potere nell'Età Antonina                        | Francesca Cenerini             | 10 maggio 2024                           |
| 113 | Ildegarda di Bingen - L'altro sapere                    | Maria Giuseppina Muzzarelli    | 13 maggio 2024                           |
| 114 | Taiwan - l'isola contesa                                | Giovanni Andornino             | 14 maggio 2024                           |
| 115 | Il corpo come simbolo - Eroi o tiranni                  | Alessandro Campi               | 15 maggio 2024                           |
| 116 | Giuseppe Fava, il coraggio della verità                 | Salvatore Lupo                 | 23 maggio 2024                           |
| 117 | La strage di Brescia                                    | Angelo Ventrone                | 28 maggio 2024                           |
| 118 | L'omicidio di Giacomo Matteotti                         | Mauro Canali                   | 10 giugno 2024                           |
| 119 | Storia delle Olimpiadi Invernali                        | Gioachino Lanotte              | 20 (Rai 3) e 23 giugno (Rai Storia) 2024 |
| 120 | Le Fiamme Gialle nella storia d'Italia                  | Nicola Labanca                 | 21 giugno 2024                           |

## Ottava edizione (2024-2025)
| Nº  | Titolo                                                    | Professore ospite              | Data              |
| --- | --------------------------------------------------------- | ------------------------------ | ----------------- |
| 1   | La strage di Marzabotto-Monte Sole                        | Isabella Insolvibile           | 30 settembre 2024 |
| 2   | Valeriano e Galieno, l'impero sull'orlo del baratro       | Umberto Roberto                | 1º ottobre 2024   |
| 3   | L'autostrada del sole                                     | Agostino Giovagnoli            | 2 ottobre 2024    |
| 4   | Colette, l'irregolare della Belle Epoque                  | Francesco Perfetti             | 4 ottobre 2024    |
| 5   | Marguerite Yourcenar. "Memorie di Adriano"                | Franco Cardini                 | 7 ottobre 2024    |
| 6   | John Lennon. Il mito oltre la musica                      | Ferdinando Fasce               | 8 ottobre 2024    |
| 7   | L'assassinio di Alessandro I                              | Alberto Basciani               | 9 ottobre 2024    |
| 8   | Bob Kennedy. Il sogno infranto                            | Raffaella Baritono             | 11 ottobre 2024   |
| 9   | Erwin Rommel, eroe della nuova Germania                   | Marco Mondini                  | 14 ottobre 2024   |
| 10  | Cola di Rienzo, l'ultimo tribuno                          | Tommaso di Carpegna Falconieri | 15 ottobre 2024   |
| 11  | La guerra civile in Grecia                                | Giorgio Del Zanna              | 16 ottobre 2024   |
| 12  | Bombe su Milano                                           | Barbara Bracco                 | 18 ottobre 2024   |
| 13  | Ottone I, un Re e Imperatore tra Germania e Italia        | Giuseppe Albertoni             | 21 ottobre 2024   |
| 14  | Luigi Pirandello. Il Teatro dell'Esistenza                | Lucio Villari                  | 23 ottobre 2024   |
| 15  | Adelaide Ristori, la diva dei due mondi                   | Carlotta Sorba                 | 24 ottobre 2024   |
| 16  | Trieste all'Italia                                        | Raoul Pupo                     | 25 ottobre 2024   |
| 17  | Napoli Milionaria                                         | David Bidussa                  | 28 ottobre 2024   |
| 18  | Il mio nome è Muhamm Ali                                  | Mauro Canali                   | 29 ottobre 2024   |
| 19  | Chiara d'Assisi. La riscoperta di una Santa               | Chiara Mercuri                 | 1 novembre 2024   |
| 20  | Alberto Manzi, il maestro degli italiani                  | Bruno Maida                    | 4 novembre 2024   |
| 21  | La Battaglia di Trafalgar                                 | Gastone Breccia                | 5 novembre 2024   |
| 22  | Il popolo di Seattle. Il movimento No-Global              | Giordana Pulcini               | 6 novembre 2024   |
| 23  | La caduta del Muro e i Paesi dell'Est                     | Adriano Roccucci               | 8 novembre 2024   |
| 24  | La Galassia Lefebvre                                      | Alberto Melloni                | 12 novembre 2024  |
| 25  | Vittorio De Sica. L'arte del cinema                       | Ermanno Taviani                | 13 novembre 2024  |
| 26  | Giulio Douhet. Il dominio dell'aria                       | Gregory Alegi                  | 14 novembre 2024  |
| 27  | Rosa Luxemburg, la rivoluzionaria senza partito           | Marcello Flores                | 15 novembre 2024  |
| 28  | Rodolfo Valentino, l'uomo che sedusse l'America           | Ernesto Galli della Loggia     | 19 novembre 2024  |
| 29  | Paola Lombroso. Dalla parte dei bambini                   | Maria Giuseppina Muzzarelli    | 20 novembre 2024  |
| 30  | La Psicoanalisi in Italia durante il Fascismo             | Alessandra Tarquini            | 22 novembre 2024  |
| 31  | La nascita dei Centri Antiviolenza                        | Beatrice Pisa                  | 25 novembre 2024  |
| 32  | I 7 fratelli Cervi                                        | Toni Rovatti                   | 27 novembre 2024  |
| 33  | Operazione Sunrise la resa tedesca in Italia              | Ernesto Galli della Loggia     | 28 novembre 2024  |
| 34  | La Psicoanalisi in Italia durante il Fascismo             | Alessandra Tarquini            | 29 novembre 2024  |
| 35  | L'incoronazione di Napoleone                              | Luigi Mascilli Migliorini      | 2 dicembre 2024   |
| 36  | Hanns Eisler, il Karl Marx della musica                   | Gioachino Lanotte              | 3 dicembre 2024   |
| 37  | Dodecaneso Italiano                                       | Isabella Insolvibile           | 5 dicembre 2024   |
| 38  | I Demòni di Dostoevskij                                   | Emilio Gentile                 | 6 dicembre 2024   |
| 39  | Garibaldi e la Francia                                    | Gilles Pécout                  | 9 dicembre 2024   |
| 40  | Senghor, il Presidente Poeta                              | Leila El Houssi                | 10 dicembre 2024  |
| 41  | ETA, dal nazionalismo alla lotta armata                   | Alfonso Botti                  | 11 dicembre 2024  |
| 42  | L'avventura di Heinrich Schliemann da Omero a Troia       | Massimo Cultraro               | 13 dicembre 2024  |
| 43  | Padre Turoldo, il prete scomodo                           | Daniela Saresella              | 17 dicembre 2024  |
| 44  | Messico '68. Il Massacro di Tlatelolco                    | Massimo De Giuseppe            | 19 dicembre 2024  |
| 45  | Roma 1300. Il Primo Giubileo                              | Chiara Mercuri                 | 20 dicembre 2024  |
| 47  | I Magi. Un mistero millenario                             | Antonio Musarra                | 3 gennaio 2025    |
| 48  | Piersanti Mattarella. Un sogno spezzato                   | Salvatore Lupo                 | 6 gennaio 2025    |
| 49  | Eccidio alle Fonderie. Modena 1950                        | Lorenzo Bertucelli             | 13 gennaio 2025   |
| 50  | La Regina Vittoria, icona di un'era                       | Valentina Villa                | 14 gennaio 2025   |
| 51  | Pellegrino Artusi. L'Italia unita in cucina               | Gilles Pécout                  | 15 gennaio 2025   |
| 52  | Varsavia tra Hitler e Stalin. 1939-1945                   | Krystyna Jaworska              | 17 gennaio 2025   |
| 53  | Didone ultimo atto: la Regina di Cartagine                | Silvia Romani                  | 20 gennaio 2025   |
| 54  | John Dillinger, il fuorilegge moderno                     | Ferdinando Fasce               | 21 gennaio 2025   |
| 55  | Boris III, il re dei Bulgari                              | Francesco Perfetti             | 22 gennaio 2025   |
| 56  | Neutralisti e Interventisti. 1914-1915: lo scontro        | Fulvio Cammarano               | 23 gennaio 2025   |
| 57  | Il diario di Etty Hillesum                                | Fiamma Lussana                 | 27 gennaio 2025   |
| 58  | Le mogli di Nerone                                        | Francesca Cenerini             | 28 gennaio 2025   |
| 59  | Eugenio Cefis, la Leggenda Nera                           | Mauro Canali                   | 29 gennaio 2025   |
| 60  | Alto Adige, 1957-67. Gli anni del terrore                 | Giovanni Bernardini            | 30 gennaio 2025   |
| 61  | Francesca da Rimini, da peccatrice a eroina dell'amore    | Maria Giuseppina Muzzarelli    | 3 febbraio 2025   |
| 62  | Le Guerre di Piero Calamandrei, da volontario a pacifista | Marco Mondini                  | 4 febbraio 2025   |
| 63  | L'Italia del fotoromanzo                                  | Fiamma Lussana                 | 6 febbraio 2025   |
| 64  | La conferenza di Yalta: alle origini della guerra fredda  | Luca Riccardi                  | 7 febbraio 2025   |
| 65  | Chiese di frontiera                                       | Raoul Pupo                     | 10 febbraio 2025  |
| 66  | Vittorio Bachelet tra fede e politica                     | Alberto Melloni                | 12 febbraio 2025  |
| 67  | L'Esercito Romano. Si Vis Pacem, Para Bellum              | Livio Zerbini                  | 13 febbraio 2025  |
| 68  | Le Compagnie delle Indie                                  | Franco Cardini                 | 14 febbraio 2025  |
| 69  | Paolina Bonaparte, la Venere Indomita                     | Luigi Mascilli Migliorini      | 17 febbraio 2025  |
| 70  | Il "Mistero Buffo" di Fo. La verità del giullare          | David Bidussa                  | 18 febbraio 2025  |
| 71  | Quisling, il nazista norvegese                            | Luigi Bruti Liberati           | 19 febbraio 2025  |
| 72  | Il Ku Klux Klan. Alle radici dell'odio                    | Raffaella Baritono             | 21 febbraio 2025  |
| 73  | L'Encyclopédie, il Manifesto dell'Illuminismo             | Vincenzo Ferrone               | 24 febbraio 2025  |
| 74  | L'Egitto da Sadat a Mubarak                               | Alessia Melcangi               | 25 febbraio 2025  |
| 75  | Ugo Foscolo. La bellezza e la poesia civile               | Lucio Villari                  | 27 febbraio 2025  |
| 76  | Hirohito. L'era della splendente armonia                  | Noemi Lanna                    | 28 febbraio 2025  |
| 77  | Hatshepsut, Regina d'Egitto                               | Paola Buzi                     | 3 marzo 2025      |
| 78  | L'America di James Dean                                   | Ferdinando Fasce               | 4 marzo 2025      |
| 79  | Il massacro di Katyn. La verità negata                    | Ernesto Galli della Loggia     | 5 marzo 2025      |
| 80  | Jane Eyre. La vita sognata di Charlotte Brontë            | Carlotta Sorba                 | 7 marzo 2025      |
| 81  | La Napoli di Carlo di Borbone                             | Vittoria Fiorelli              | 10 marzo 2025     |
| 82  | Guerra Fredda, l'arma della mente                         | Mauro Canali                   | 11 marzo 2025     |
| 83  | Omicidio Sergio Ramelli. La stagione della violenza       | Guido Panvini                  | 13 marzo 2025     |
| 84  | Enrico Bartoletti, il Vescovo del Concilio                | Alberto Melloni                | 14 marzo 2025     |
| 85  | Paolo IV, il Papa Inquisitore                             | Vincenzo Lavenia               | 17 marzo 2025     |
| 86  | I Promessi Sposi, un romanzo della storia                 | Lucio Villari                  | 18 marzo 2025     |
| 87  | Corsica contesa                                           | Deborah Paci                   | 20 marzo 2025     |
| 88  | Giovanni Messe, l'ultimo Maresciallo d'Italia             | Marco Mondini                  | 26 marzo 2025     |
| 89  | Ezio Tarantelli, l'ultima lezione                         | Agostino Giovagnoli            | 27 marzo 2025     |
| 90  | Elisa Chimenti, l'intellettuale mediterranea              | Camilla Cederna                | 28 marzo 2025     |
| 91  | Leonardo Sciascia. Morte dell'Inquisitore                 | Luciano Curreri                | 31 marzo 2025     |
| 92  | Casanova. Oltre la leggenda                               | Antonio Trampus                | 2 aprile 2025     |
| 93  | Spoon River. Da Masters a De André                        | David Bidussa                  | 4 aprile 2025     |
| 94  | Eleonora D'Aquitania. Due corone per una Regina           | Tiziana Lazzari                | 7 aprile 2025     |
| 95  | Alessandra Kollontaj, l'aristocratica bolscevica          | Adriano Roccucci               | 9 aprile 2025     |
| 96  | Coco Chanel. La rivoluzione della moda                    | Carlotta Sorba                 | 11 aprile 2025    |
| 96  | Gesù perseguitato                                         | Emanuela Prinzivalli           | 18 aprile 2025    |
| 97  | Gli stranieri nella resistenza italiana                   | Isabella Insolvibile           | 23 aprile 2025    |
| 98  | La patria della resistenza                                | Emilio Gentile                 | 24 aprile 2025    |
| 99  | Genova. La liberazione perfetta                           | Elisabetta Tonizzi             | 25 aprile 2025    |
| 100 | La Battaglia di Pavia, 1525. Alla conquista dell'Italia   | Giorgio Caravale               | 28 aprile 2025    |
| 101 | Piazzale Loreto. Il corpo del Duce                        | Mauro Canali                   | 29 aprile 2025    |
| 102 | La caduta di Saigon. 30 aprile 1975                       | Umberto Gentiloni              | 30 aprile 2025    |
| 103 | Il Primo Maggio nella storia unitaria                     | Andrea Sangiovanni             | 1 maggio 2025     |
| 104 | Conclave. Come nasce un Papa                              | Alberto Melloni                | 5 maggio 2025     |
| 105 | Sada Yakko. Il fascino del Giappone                       | Maria Giuseppina Muzzarelli    | 6 maggio 2025     |
| 106 | L'antisemitismo in Francia, da Dreyfus a Vichy            | Gilles Pécout                  | 7 maggio 2025     |
| 107 | I delitti Tobagi e Amato. L'anno del terrore              | Guido Panvini                  | 9 maggio 2025     |
| 108 | Ernesto Nathan, un mazziniano in Campidoglio              | Marco De Nicolò                | 13 maggio 2025    |
| 109 | 1258 i Mongoli distruggono Baghdad                        | Franco Cardini                 | 14 maggio 2025    |
| 110 | La rivolta dei boxer                                      | Giovanni Andornino             | 15 maggio 2025    |
| 111 | Il Grande Gatsby, la fine del sogno Americano             | Sara Antonelli                 | 16 maggio 2025    |
| 112 | 1975. La riforma del diritto di famiglia                  | Silvia Salvatici               | 19 maggio 2025    |
| 113 | Garibaldi e gli Inglesi                                   | Elena Bacchin                  | 20 maggio 2025    |
| 114 | Roma città aperta                                         | Ivelise Perniola               | 22 maggio 2025    |
| 115 | Rocco Chinnici l'alba del Pool Antimafia                  | Vittorio Coco                  | 23 maggio 2025    |
| 116 | Cavour e la Francia                                       | Gilles Pécout                  | 26 maggio 2025    |
| 117 | Monte Verità. La Collina delle Utopie                     | Lorenzo Beadusi                | 27 maggio 2025    |
| 118 | Croce e Gentile la Battaglia dei Manifesti                | Alessandro Campi               | 29 maggio 2025    |
| 119 | Madame De Staël. Dalla parte della libertà                | Francesco Perfetti             | 30 maggio 2025    |